# Cigánd
Cigánd város az Észak-Magyarországi régióban, Borsod-Abaúj-Zemplén vármegyében, a Bodrogközben, a magyarországi Bodrogköz egyetlen városa és egyben legnagyobb települése. Lendületes fejlődése az 1994-ben átadott II. Rákóczi Ferenc Tisza-híd megépítésével kezdődött, amelynek köszönhetően megnyílt az út Szabolcs-Szatmár-Bereg vármegye, elsősorban a 17 km-re lévő Kisvárda irányába.
Cigánd 2004 óta rendelkezik városi ranggal. A bodrogközi térség ellátásában kiemelt jelentőségű kisváros, gazdag hagyományokkal és küzdelmes történeti múlttal rendelkezik. 2012-ig a Bodrogközi kistérség, 2013. január 1-től a Cigándi járás székhelye.

## Nevének eredete
Nevének eredete máig vitatott. A név hallatán sokan azt gondolják, hogy cigányok lakta település, és nevét is erre vezetik vissza. Így volt ez még a 19. század közepén is annak ellenére, hogy első okleveles említésekor a cigány törzseknek még hírük-hamvuk sem volt hazánkban, de még Európában sem. A feljegyzések a cigányok megjelenését először 1416-ban említik, és nem cigányoknak, hanem „Egyiptomból érkezett menekülteknek” nevezték őket. A nyelvészek véleménye szerint Cigánd helység neve, illetve annak régi magyar Szigan (Zygan, Chygan, Scygan, Czygan) formája olyan személynévből keletkezett, amelynek egy ótörök szó lehetett a forrása.
Van olyan feltételezés is, amely szerint a zug szóból, de néhány helybeli szerint a szigony szóból származik a település neve.
Azonban a cigándiak számára a legelfogadhatóbb magyarázat az Anonymus feljegyzéseiből levezethető névmagyarázat, amelynek alapja a következő:
„Az Úr megtestesülésének 937. esztendejében Árpád vezér elküldvén seregeit, az egész földet, mely a Tisza és a Bodrog közé esik, Ugocsáig minden lakójával együtt elfoglalta. Mialatt több napon át ott időztek, a vezér és az övéi látták a föld termékenységét, mindenféle vad bőségét, meg azt, hogy milyen gazdag halban a Tisza és a Bodrog folyam, ezért a földet kimondhatatlanul megszerették.” Tehát letelepedtek itt és a földet törzsek szerint felosztották. Életmódjuk az maradt, amit megszoktak: a mozgó legeltetés és a téli szállások nyújtotta állandóság, melyek a későbbi falvak magjai lettek. A szállásokat családokról, illetve foglalkozásokról nevezték el. Cigánd esetében tehát egy feltehetően Árpád-kori török-magyar személynévről van szó, s a város neve innen eredeztethető.

## Földrajza

### Fekvése

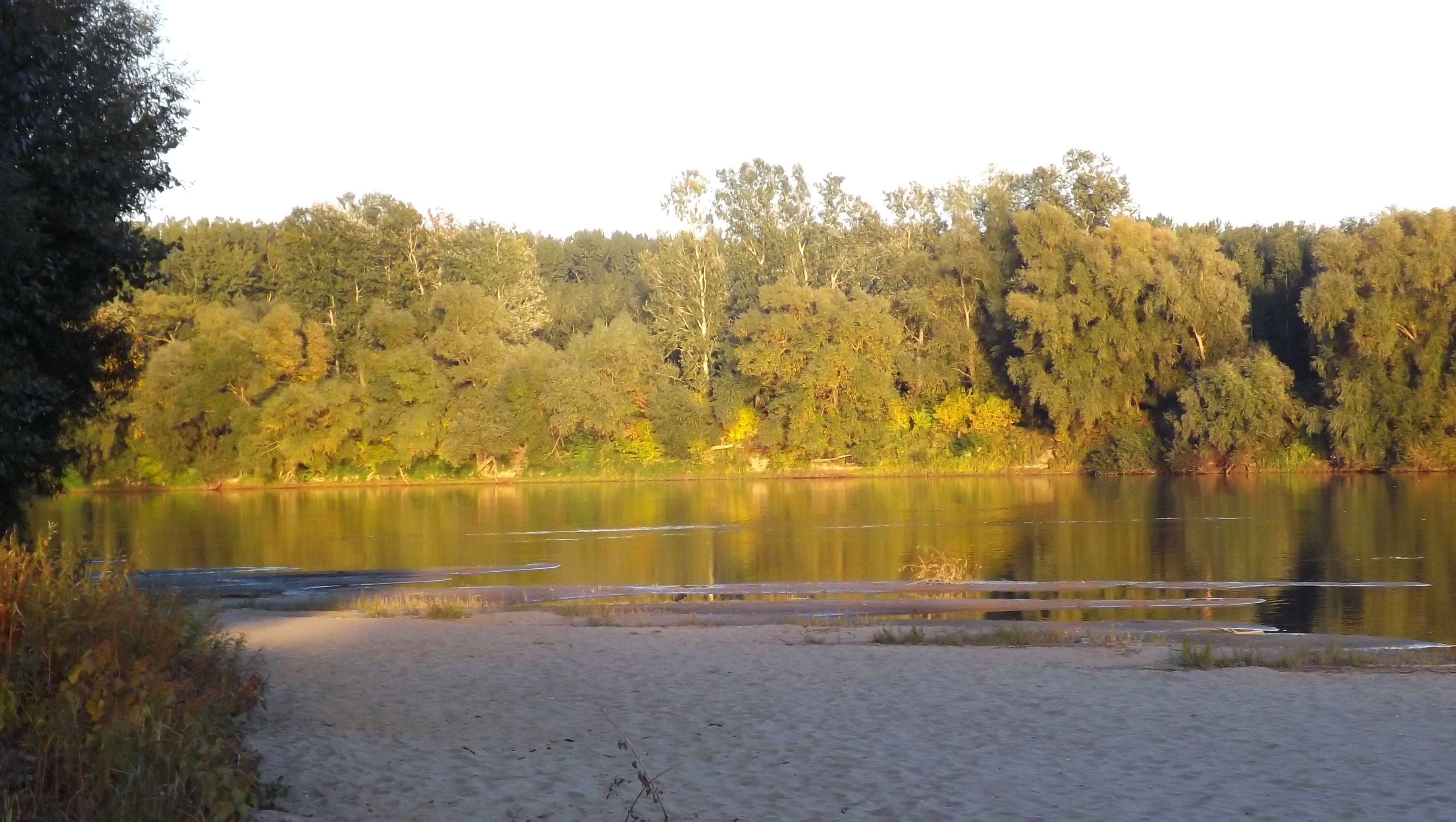
Jellegzetes Tisza-parti táj (2013). Cigánd életét évszázadokon át a Tisza folyóhoz való viszony határozta meg

A Bodrogköz délnyugati részén fekvő település, Sátoraljaújhelytől 35, Sárospataktól 30 kilométerre, a Tisza jobb partján fekszik. Szomszédos települései: északról Pácin és Nagyrozvágy, északkeletről Ricse, keletről Tiszakanyár, délről Dombrád, délnyugatról Tiszatelek, nyugatról Tiszacsermely, északnyugatról pedig Karcsa.
- Cigánd google térképe

### Éghajlata
Cigánd a Bodrogköz mérsékelten meleg, mérsékelten száraz, hideg telű körzetéhez tartozik. Nyara mérsékelten meleg, északkelet felé haladva egyre hűvösebbé válik. Júliusi középhőmérséklete 19,5–21 °C, januári középhőmérséklete –3,5 °C. Tele zord, a téli napok száma magas (35–40), a tavaszodás későn indul meg. Uralkodó az északkeleti szélirány. Évi csapadékösszege 600–650 mm. Legcsapadékosabb hónapja a június (65–75 mm), a legszárazabb a január (18–35 mm). Igen jellemző a területre a tavasz eleji szárazság (márciusban az ország egyik legszárazabb területe). A hótakarós napok száma (29–35) alacsony és a hóvastagság is csekély. Az átlagos évi vízhiány 75–100 mm közötti.

### Természeti környezete
Cigánd domborzati felszíne – a Bodrogköz középső részétől eltérően itt – a Tisza mentén kevésbé változatos. A bodrogközi kistáj részét képező terület jellemző erdőtársulásai a tölgy, kőris, szilfa ligeterdők, a kőrises égerláp, éger és a gyertyános–tölgyesek. A környező településekhez hasonlóan, Cigándon is a mezőgazdasági hasznosítás alatt álló területek vannak túlsúlyban, amelyek a terület 54%-át foglalják el. A rét-legelőgazdálkodás közel 13%-on folyik és összesen 1%-nyi területen pedig kert, gyümölcs- és szőlőművelés. A vizenyős terület aránya a nádasokkal együtt csupán 1%, magas a vízfolyások aránya, és van egy víztározó is a településen. A nagyarányú mezőgazdasági hasznosítás következtében, a természetes növényzet már csak nagyon kis mozaikokban, természeti területeken található meg. Ezek jellemzően erdők, gyepek és vizes élőhelyek. A fennmaradt erdők sokkal inkább faültetvények, mintsem természetes erdők. A Tisza árvízvédelmi töltésein kívüli terület nagy része magas talajvizű, alacsonyártéri síkság.

### Megközelítése
- Közúton: A város területén végighalad a Sátoraljaújhely-Kisvárda között húzódó, a 37-es és 4-es főutakat összekötő 381-es főút, ez a legfontosabb közúti elérési útvonala az említett városok és főutak felől. A környező települések közül Tiszacsermellyel és Sárospatakkal a 3814-es út, Ricsével és Zemplénagárddal a 3804-es út köti össze.

Borsod-Abaúj-Zemplén megye nyugatabbi részei felől a 37-es főúton, majd arról Sárospataknál letérve a 3814-es úton, vagy Sátoraljaújhelynél letérve a 381-es főúton érhető el. Budapestről a leggyorsabb elérési útja az M3-as autópálya, amiről Nyíregyháza után érdemes letérni a 403-as főútra, majd tovább Kisvárdáig a 4-es főúton, onnan pedig a körforgalomnál balra rátérve a 381-es főútra. Budapest és Cigánd távolsága közúton 296 kilométer.
2017. május 26-tól – 22 év után – újra közlekedik komp Cigándnál a Tiszán, így a város ismét megközelíthetővé vált délről, Dombrád felől is. A túlparti kisvárossal és a Rétközzel a komp révén a 3827-es út köti össze.
- Vasúton: Cigánd ma nem rendelkezik közvetlen vasúti kapcsolattal, mivel az 1913-ban létesített bodrogközi kisvasutat 1976 végén felszámolták. A városhoz legközelebbi vasútvonal Kisvárdán érhető el, ahol áthalad a kelet-magyarországi térség egyik legfontosabb vasúti közlekedési tengelyének számító (Budapest–)Budapest–Záhony-vasútvonal.[3] De elérhető a MÁV 80-as számú Budapest–Sátoraljaújhely-vasútvonala mentén is, Sárospatak vasútállomástól a Volánbusz közvetlen buszjárataival.

## Története
| Cigánd jelentősebb történeti eseményeinek időrendi táblázata 1289-től napjainkig | Cigánd jelentősebb történeti eseményeinek időrendi táblázata 1289-től napjainkig |
| Év                                                                               | Esemény |
| -------------------------------------------------------------------------------- | --- |
| 1289                                                                             | Cigánd első okleveles említése, Zygand néven |
| 1347                                                                             | Egy birtokper kettészakítja a települést, így jött létre Kiscigánd és Nagycigánd. |
| 1413                                                                             | Az oklevelek Egyházas Czigánd néven emlegetik, ami azt bizonyítja, hogy Cigánd templommal rendelkező egyházas hely volt. |
| 1629                                                                             | Írásos emlékek vannak ebből az évből arra vonatkozóan, hogy a település lakossága felvette a református vallást. |
| 1781                                                                             | A település lakossága először intézi kérelmét Zemplén vármegyéhez, hogy a Tisza szabályozását minél előbb kezdjék meg. |
| 1793                                                                             | Nagycigándon elkezdték kibővíteni a régi gótikus eredetű templomot. 1836-ban építettek hozzá egy 32 méter magas harangtornyot. A Cigándi Református Egyházközség temploma ekkor nyerte el mai alakját.                                                                                           |
| 1831                                                                             | Kolerajárvány pusztított Kis- és Nagycigándon. |
| 1857                                                                             | Hosszas huzavona után megkezdték a tiszai árvízvédelmi töltések építését egészen Tokajig. |
| 1865                                                                             | Árvíz okoz nagy károkat a két községben. |
| 1873                                                                             | Kis- és Nagycigánd a Királyhelmeci járáshoz tartozik. |
| 1913                                                                             | A Bodrogközi Gazdasági Vasút Nagycigánd-Királyhelmec szakaszának átadása |
| 1920                                                                             | Faszerkezetű pontonhíd létesül Cigánd és Dombrád között a Tiszán. |
| 1923                                                                             | Kiscigánd és Nagycigánd Cigánd néven hivatalosan is egyesül. |
| 1938                                                                             | Az I. világháborús emlékoszlop felavatása, amely Cigánd első emlékműve. |
| 1944                                                                             | Novemberben a visszavonuló német alakulatok felrobbantották a tiszai pontonhidat. Cigánd számára ezzel ért véget a II. világháború. |
| 1950                                                                             | A települést az 1950-es járásrendezés során a ricsei járáshoz csatolták. |
| 1956                                                                             | Cigánd a sátoraljaújhelyi járáshoz tartozik - a járások 1983-as megszűnéséig. |
| 1976                                                                             | December 31-én végleg megszűnik a keskeny nyomtávú kisvasút. |
| 1992                                                                             | Szabad György felavatja a közadakozásból épült II. világháborús emlékművet, Szöllőssy Enikő és Pál András alkotását. |
| 1994                                                                             | November 19-én Cigánd és Tiszakanyár között átadják a II. Rákóczi Ferenc Tisza-hidat. Ezzel egyidejűleg megszüntetik a Cigánd és Dombrád között üzemelt pontonhidat, amelyet a lónyai révátkelő helyére telepítenek.                                                                             |
| 1998                                                                             | A cigándi Általános Iskola felveszi Kántor Mihály nevét. |
| 2000                                                                             | Augusztus 19-én a millenniumi év ünnepségeinek keretében átadják a település néprajzi múzeumát, a Cigándi Falumúzeumot, a Nagy Dezső Művelődési házat, az új községi könyvtárat és az 50 év után felújított toronyórát.                                                                          |
| 2004                                                                             | Július 1-jei hatállyal, a köztársaság elnökének határozata alapján Cigánd városi rangot kapott. |
| 2007                                                                             | Magyaró település, „a testvéri szeretet jeléül” székelykaput állított Cigándon. A kapu faragói Kilyén Domokos és Kilyén Levente. |
| 2008                                                                             | A Vásárhelyi-terv továbbfejlesztése keretében, a település határában közel 25 négyzetkilométeren, 94 millió köbméter víz befogadására képes árapasztó tározó létesült, amely 25 centiméterrel csökkenti a tiszai árhullámok szintjét. Ez év június 17-én adták át a cigándi Szabadidő Központot. |
| 2012                                                                             | Megkezdi működését a Bodrogközi Kistérségi Járóbeteg Szakellátó Központ. Ünnepélyesen felavatják Kántor Mihály bronzszobrát, Czigándy Varga Sándor alkotását. Ipari Terület kiépítése kezdődik Cigándon.                                                                                         |
| 2013                                                                             | Cigánd járási központ lesz. |
| 2015                                                                             | A „Múzeumok Párbeszéde” című szlovák-magyar határon átnyúló projekt keretében átadják a Bodrogközi Múzeumportát. |
| 2018                                                                             | A Cigánd Városi Stadion és a Fitneszpark hivatalos átadása. |
| 2021                                                                             | Felavatják a Nemzeti Összetartozás Emlékművét, Czigándy Varga Sándor alkotását, amely a magyarság és ezen belül a bodrogközi emberek összetartozását szimbolizálja. Az átadási ünnepségen részt vettek a Trianon által kettészakított Bodrogköz 55 településének delegációi.                     |
| 2023                                                                             | Átadják a Járási Tanuszodát, a Bodrogköz első tanuszodáját, amely sportversenyek megrendezésere is alkalmas. |

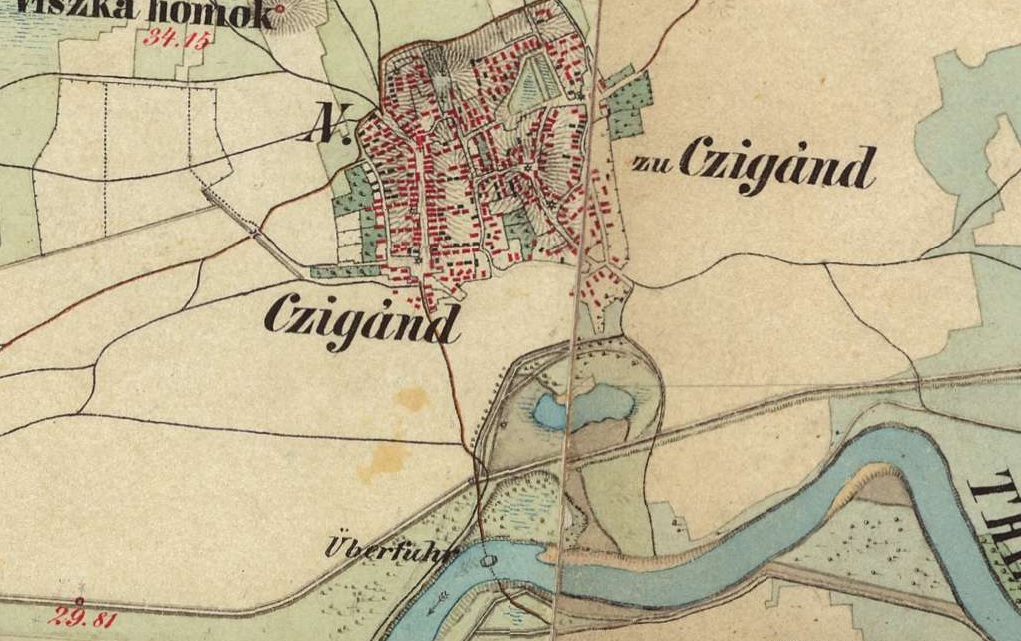
Magyarország második katonai felmérése (1819–1869) során készített térkép Czigánd környékéről

A területen már a honfoglalás korában megjelentek a magyarok, de előtte is lakott lehetett, mivel határában az ásatások során szláv és avar törzsek leletei kerültek elő. A település első okleveles említése egy 1289-es adománylevélben olvasható. 
Az egységesen Zygand birtokként említett települést, 1347-ben egy hosszú ideig elhúzódó birtokper kettészakította. A fele-fele arányban megosztott birtokot, már ekkor kétféleképpen nevezték. A Tiszához közelebb eső rész lett Nagy Czigánd, a birtok másik fele pedig Kis Czigánd.
Az elszigetelve fekvő két település életét, évszázadokon át a Tisza folyóhoz való viszony határozta meg, amely egy sajátosan zárt világot alkotott és egészen a 19. század közepéig átjárhatatlan ingoványok és mocsarak vették körül. Mivel termőföld nem volt, a férfiak számára a megélhetést a csíkászat és a vadászat, míg a nők számára a harmatkása-, a sulyomszedés és a gyékényszövés jelentette. A Tisza szabályozásáig igen nyomorúságos volt az itt élők helyzete.
A folyó szabályozása után a település jelentős termőföldre tett szert és ettől fogva jelentőssé vált a burgonyatermesztés. 1913-ban adták át a Bodrogközi Gazdasági Vasút által épített Cigánd-Királyhelmec közti pályát, amelyet hamarosan Sárospatakig meghosszabbítottak.
1923-ban Kis- és Nagyczigánd egyesült. Ebben az időben a falu, már a Bodrogköz magyar oldalán maradt részének legnagyobb települése volt.
Az 1950-es években bevezették a villanyt, 1953–ban sor került az az első telefonvonalak bekötésére, majd 1972-ben a vezetékes ivóvízhálózatot is kiépítették. 1964 és 1968 között gimnázium is működött a településen. Az 1968-as közlekedéspolitikai koncepció következményeként, 1976. december 31-vel a kisvasút végleg megszűnt Cigándon.
A rendszerváltás után a társadalmi-gazdasági átalakulás folyamatában, a gazdálkodási formák összetétele Cigándon is jelentősen megváltozott és a termelőszövetkezetek felszámolása után új vállalkozási formák jelentek meg. A térség foglalkoztatási helyzete az 1990-es évek eleje óta rendkívül kedvezőtlen lett. A nagyon alacsony gazdasági aktivitási ráta mellett, nagyon magas volt a munkanélküliség.
Az 1994-ben átadott cigándi Tisza-híd várostörténeti jelentőségű építmény, melynek köszönhetően megnyílt az út Szabolcs-Szatmár-Bereg vármegye, elsősorban a 17 km-re lévő Kisvárda irányába, jelentősen csökkentve a település elszigeteltségét.
A köztársaság elnökének határozata alapján, 2004. július 1-jei hatállyal Cigánd városi rangot kapott. Még ebben az évben az egyik legfiatalabb területi egység, a Bodrogközi kistérség központja, majd a 2013. január 1-től Magyarországon újból bevezetett járási rendszerrel a Cigándi járás székhelye lett.
A város az ország egyik leghátrányosabb helyzetében lévő térségének járási székhelyű települése és mint a megye más településein, így Cigándon is hatalmas probléma a munkanélküliség. Ezt az önkormányzat már több éve a közfoglalkoztatási programok adta lehetőségeket kihasználásával igyekszik orvosolni és ezzel a térség legnagyobb foglalkoztatójává vált. Az állami fejlesztéspolitika a térség központjának fejlesztésével próbálja mérsékelni a Bodrogköz leszakadását. Cigánd részben ennek köszönhetően a 2000-es évek második felétől egy rendkívül dinamikusan fejlődő várossá változott.

## Közélete

### A város jelképei

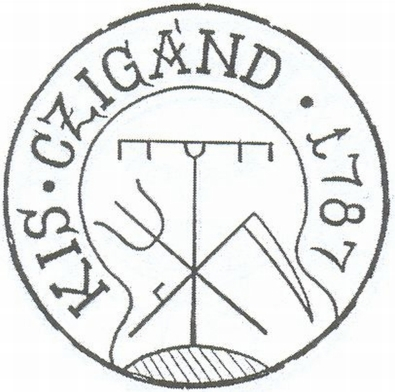
Kis Czigánd körpecsétje 1787-ből

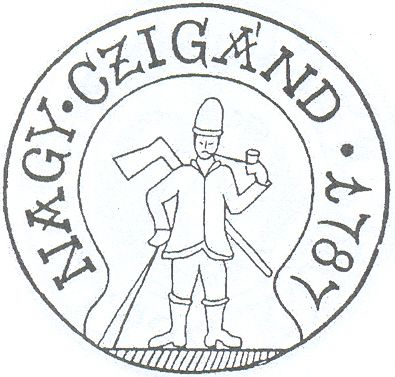
Nagy Czigánd körpecsétje 1787-ből

#### Címere
Álló, háromszögletű, ezüsttel és kékkel hasított, az alapjában hullámvonallal vágott katonai pajzs, amelynek (heraldikailag) jobb oldali, ezüstmezejében egy kékbe öltöztetett, botot és pipát tartó, a hátán fejszét viselő férfialak lebeg kissé balra fordulva, a (heraldikailag) bal oldali, kék mezejében pedig egymást keresztező ezüst vasvilla, gereblye és kasza. A pajzson bíborral bélelt, nyitott (rostélyos) katonai sisak, rajta háromlevelű aranykorona, amelyből jobbra forduló, növekvő aranyszarvas emelkedik ki. A foszlányok színe mindkét oldalon vörös és arany. A pajzs alatt egy szalag lebeg CIGÁND felirattal.
A címerpajzs a régi Nagycigánd és Kiscigánd községeknek a pecsétábrán megőrzött jelképeit tartalmazza, amelynek a pajzson való elhelyezkedése a két község egyesítésére utal. A pajzs talpát vágó hullámvonal a Tisza folyót jelképezi. Az oromdíszként szereplő szarvas egyaránt utal a táj természeti adottságaira, valamint a községek életében nagy szerepet játszó birtokos Sennyey és Vay családokra.

#### Zászlaja
Cigánd város zászlaja 1:2 méretarányú, téglalap alakú, fehér színű, melynek közepén a település címere helyezkedik el.

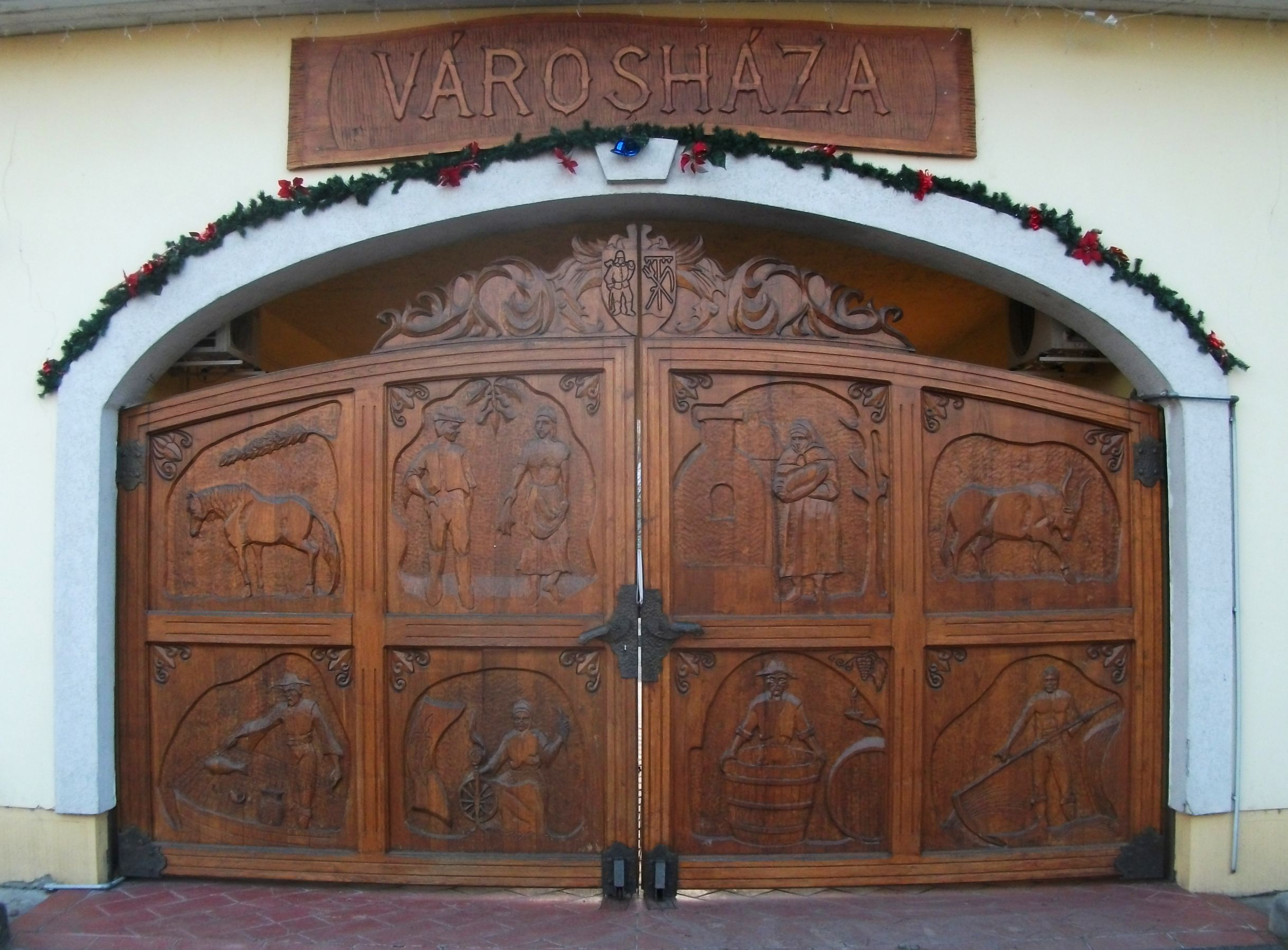
A Cigándi Városháza díszes főkapuja (2000)

### Önkormányzat

#### A település vezetői
- Polgármester: Oláh Krisztián[1]
- Alpolgármester: Németh Dániel
- Jegyző: dr. Szepesy Márk

#### A képviselő-testület összetétele
A település jogállása város. A képviselő-testület a 2010-es önkormányzati választások óta hét tagú, hat egyéni listán megválasztott képviselőből és a lakosok által közvetlenül megválasztott polgármesterből áll, utóbbi a közgyűlés elnöke is.

#### Polgármesterek a rendszerváltás (1990) óta
| Név            | Hivatali idő | Jelölő szervezet(ek)        | Megjegyzés / források            |
| -------------- | ------------ | --------------------------- | -------------------------------- |
| Németh Károly  | 1990 – 2010  | független                   | Az 1990-es választás eredményei: |
| Németh Károly  | 1990 – 2010  | független                   | Az 1994-es választás eredményei: |
| Németh Károly  | 1990 – 2010  | Zempléni Településszövetség | Az 1998-as választás eredményei: |
| Németh Károly  | 1990 – 2010  | Centrum Párt                | A 2002-es választás eredményei:  |
| Németh Károly  | 1990 – 2010  | független                   | A 2006-os választás eredményei:  |
| Oláh Krisztián | 2010 –       | független                   | A 2010-es választás eredményei:  |
| Oláh Krisztián | 2010 –       | Fidesz–KDNP                 | A 2014-es választás eredményei:  |
| Oláh Krisztián | 2010 –       | Fidesz–KDNP                 | A 2019-es választás eredményei:  |
| Oláh Krisztián | 2010 –       | Fidesz–KDNP                 | A 2024-es választás eredményei:  |

A településen a 2010-es önkormányzati választást 2010. október 30-án meg kellett ismételni, választási jogszabálysértés (kampánycsendsértés) miatt.

## Demográfia

### A népesség változása
Cigánd népessége a 18. század közepén még kevesebb mint 1000 fő volt. Az ezt követő 150 év alatt viszont megháromszorozódott a falu lakossága, majd a 19. század végén ismét csökkenésnek indult. A 20. század első felében 50 év alatt 3000 fővel nőtt a település lélekszáma és 1960-ban több mint 5200 fő élt Cigándon. Az 1960-as évektől jelentős mértékben, mintegy kétezer fővel csökkent az 1990-es évek elejére. A város népességszámának csökkenését a természetes fogyás és a vándorlási veszteség egyaránt előidézte. 1990 és 2011 között a népességcsökkenés folytatódott, így a város állandó népessége 14%-kal csökkent. Jelenlegi lakónépessége alig több mint 3000 fő.
A következő diagram Cigánd népességének alakulását mutatja be, 1784-től napjainkig.
A 60 év fölötti korosztály (17%) és a 14 év alatti korosztály (23%) aránya szerint, a település öregedési indexe 0,73 vagyis Cigánd kevésbé számít elöregedő településnek, bár az idősebb korosztály aránya évről évre egyre magasabb.

### Népcsoportok
A település lakosságának 82%-a magyar, 18%-a cigány nemzetiségűnek vallja magát.
A 2011-es népszámlálás során a lakosok 91,9%-a magyarnak, 15% cigánynak, 0,2% németnek mondta magát (8,1% nem nyilatkozott; a kettős identitások miatt a végösszeg nagyobb lehet 100%-nál).
2022-ben a lakosság 89,3%-a vallotta magát magyarnak, 12,1% cigánynak, 0,1-0,1% ukránnak, szlováknak, németnek és bolgárnak, 1,3% egyéb, nem hazai nemzetiségűnek (10,6% nem nyilatkozott; a kettős identitások miatt a végösszeg nagyobb lehet 100%-nál).

### Vallási megoszlás
Cigándon a református felekezet a meghatározó. A népesség 60%-a református, 8%-a római katolikus, 3% pedig görögkatolikus vallású.
2011-ben a vallási megoszlás a következő volt: református 59,7%, római katolikus 8%, görög katolikus 2,6%, felekezeten kívüli 15% (12,1% nem nyilatkozott).
2022-ben vallásuk szerint 47,7% volt református, 4,9% római katolikus, 2,5% görög katolikus, 1,6% egyéb keresztény, 17,4% felekezeten kívüli (25,4% nem válaszolt).

## Közigazgatás
| Főbb közigazgatás-történeti adatok 1923 óta | Főbb közigazgatás-történeti adatok 1923 óta |
| ------------------------------------------- | ------------------------------------------- |
| Rangja                                      |                                             |
| 1923 - 1950                                 | nagyközség                                  |
| 1950 – 1969                                 | önálló tanácsú község                       |
| 1969 – 1970                                 | közös tanácsú község                        |
| 1971 – 1990                                 | nagyközségi közös tanács                    |
| 1990 - 2004                                 | nagyközségi önkormányzat                    |
| 2004 óta                                    | város                                       |
| Egyéb központi szerepköre                   |                                             |
| 2004 - 2012                                 | a bodrogközi kistérség központja            |
| 2013 óta                                    | a cigándi járás székhelye                   |

### Településrészei
Cigánd Város Önkormányzata 2015-ben 5 belterületi városrészt jelölt ki. A külterületi részen pedig 4 városrész található. 
| Cigánd településrészei                          | Cigánd településrészei |
| ----------------------------------------------- | ---------------------- |
| Belterület – lakossága összesen: 2939 fő (2011) |                        |
| Városközpont                                    | lakossága: 807 fő      |
| Újfalu                                          | lakossága: 293 fő      |
| Pap-tag                                         | lakossága: 648 fő      |
| Gődény                                          | lakossága: 1 126 fő    |
| Ipari területek                                 | lakossága: 65 fő       |
| Külterület – lakossága összesen: 24 fő (2011)   |                        |
| Bélatanya                                       | lakossága: 16 fő       |
| Kiscigándi gátőrház                             | lakossága: 4 fő        |
| Médiumtanya                                     | lakossága: 4 fő        |
| Nagyhomok                                       | lakossága: 0 fő        |

## Gazdaság
Cigánd foglalkoztatási helyzete az 1990-es évek eleje óta rendkívül kedvezőtlen. Nagyon alacsony a gazdasági aktivitási ráta és nagyon magas a munkanélküliség. A termelőszövetkezetek megszűnésével szinte eltűntek a munkahelyek, a gazdasági és foglalkoztatási kapacitások nem épültek újjá. A rendszerváltás után Cigánd egyik legnagyobb problémája a magas munkanélküliség, amely sajnos egészségtelen foglalkoztatási felépítéssel is párosul, hiszen a legnagyobb munkaadó az Önkormányzat. Ennek ellenére Cigánd – mint a térség egyetlen városa – gazdaságilag és társadalmilag dinamizálható központi helyet foglal el a Bodrogközben, de gazdasági jelentősége csak erre a térségre korlátozódik.

## Infrastruktúra
- Csapadékvíz elvezetés – Teljes körű belterületi vízrendezés van a városban, melynek kiépítése 2005-ben kezdődött.
- Szennyvízkezelés – A településen a szennyvízcsatorna hálózatot 2006-ban kezdték kiépíteni. Részben nyomott rendszerű illetve részben gravitációs rendszerű szennyvízcsatorna hálózat épült.A közcsatornába bekapcsolt lakások száma 550 db a 2008-as adatok szerint, vagyis a lakásállomány 47%. A szennyvízcsatorna hálózat hossza 30 km.[11]
- Hulladékgazdálkodás – Cigánd Város Önkormányzata rendeletének megfelelően, hulladékkezelési közszolgáltatás keretében látja el a szilárdhulladék gyűjtését és elszállítását. A hulladékgazdálkodást Cigándon az Észak-Alföldi Környezetgazdálkodási Kft. végzi. Kommunális hulladékszállítási tevékenységen túl szelektív hulladékgyűjtési rendszert üzemeltet. A rendszeres hulladékgyűjtésbe bevont lakások száma 1150 db, a lakásállomány 98%-a.[3]
- Ivóvízellátás – A közüzemi ivóvízhálózat 26,3 km-es hálózata a 2003-as fejlesztésnek köszönhetően 35,5 km-re bővült. Az ivóvízrendszert 1170 lakásból 1028 használja, vagyis a lakásállomány 87%-a (2008) van beiktatva.
- Villamos energia ellátás – Az ÉMÁSZ Nyrt. adatszolgáltatása szerint a települést 23 db 20/0,4 kV-os transzformátor látja el villamos energiával. A villamos hálózatok főleg légvezetékekkel vannak kialakítva, melyet folyamatosan légkábelre, illetve földkábelre építenek át. A településen beton- és faoszlopokon elhelyezett LED-es út- és közvilágítás található. A villamosenergia-fogyasztók száma 775 db.
- Gázellátás – A településen középnyomású gázhálózat működik, a fejlesztésekkel járó gázigény növekedés a meglévő rendszerről szükség szerinti hálózatbővítésekkel megoldható. Az ibrányi gázátadó állomásról érkezik a nagy-középnyomású gázvezeték a város nyugati határában lévő gázfogadó állomásra.732 db gázfogyasztó van a településen. 2012-ben Cigándon az összes gázcsőhálózat hossza:50 km.
- Kommunikáció – Jól kiépített légkábeles telefonhálózat található a településen, melyet a Magyar Telekom folyamatosan bővít, korszerűsít. A településen a Telekom elérhető, a Yettel és a Vodafone mobiltelefon-tornyokat is működtet a településen, optikai internetes hozzáférés is van. A település teljes területén kábeltelevíziós hálózat van kiépítve.[11]
- Közlekedés – Cigánd nem tölt be a közlekedési hálózatban regionális vagy megyei szerepkört, amely abból adódóik, hogy a települést nem érintik jelentősebb közlekedési folyosók. A nemzetközi jelentőségű közlekedési útvonalak elkerülik a várost és a térséget egyaránt. 1994-ben megépült a II. Rákóczi Ferenc Tisza-híd Cigánd és Tiszakanyár között, amely új lehetőséget nyitott a Bodrogköz és a Nyírség összeköttetésére. Ezzel a két tájegység között, közvetlen közlekedési kapcsolat jött létre. A Tisza-híd felépülésével a Bodrogköz elszigeteltsége nagymértékben csökkent.

## Közszolgáltatás

### Oktatás

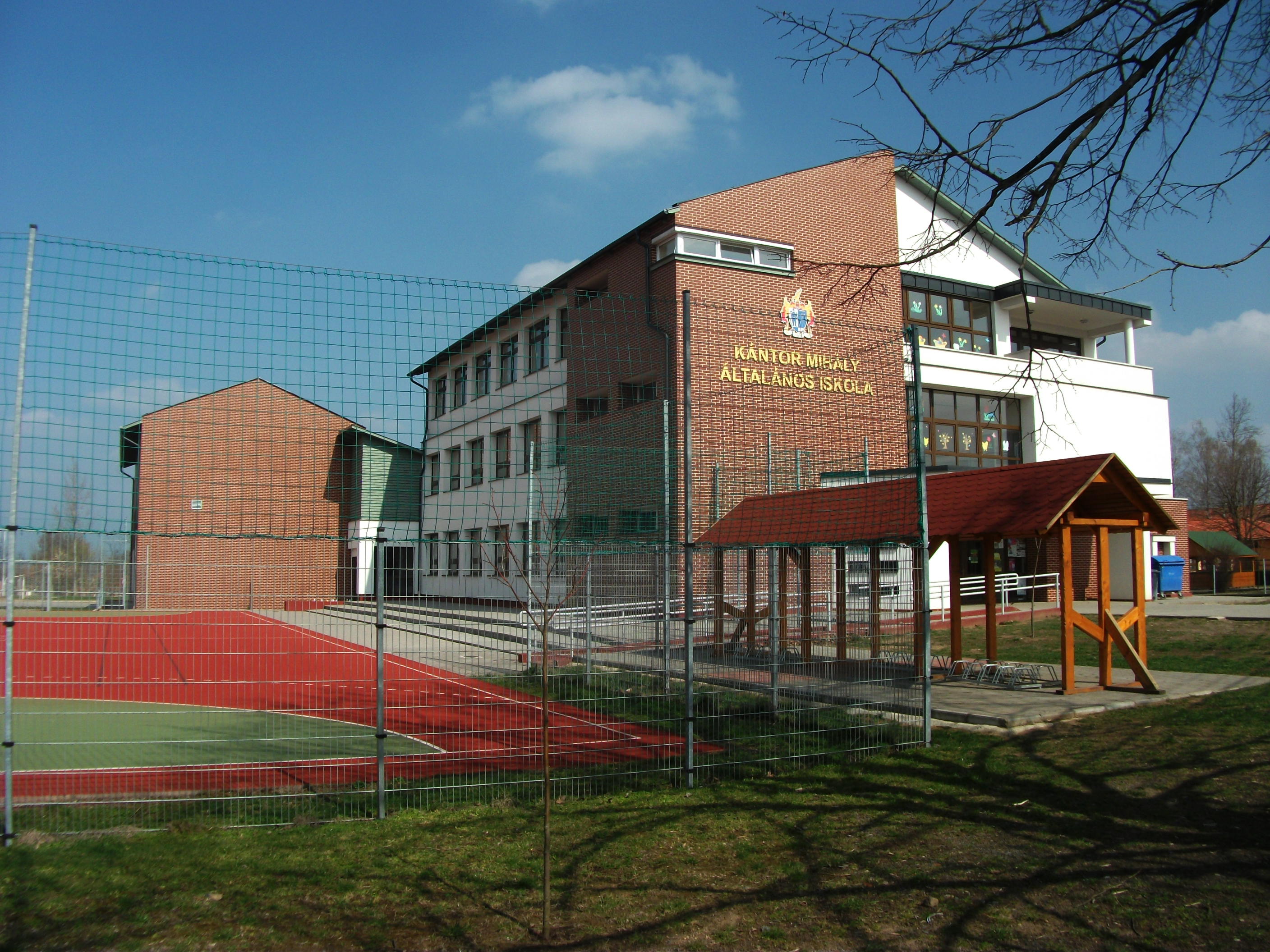
A Kántor Mihály Általános Iskola alsó tagozatos épülete (2012)

- Kántor Mihály Általános Iskola – Igazgató: Némethné Szendrei Csilla (2013 óta) Cigándon az általános iskola 2013. évtől állami fenntartásba került, az önkormányzat az üzemeltetéséért felelős. A Kántor Mihály Általános Iskola – 2013. évi adatok szerint – 21 tantermében 385 tanuló tanult. Bár a tanulók száma kismértékben csökkent az elmúlt években – az iskoláskorú gyermekek számának csökkenése miatt -, ezzel szemben egyre nagyobb igény mutatkozik a környező települések részéről az intézmény iránt, ugyanis várhatón több bodrogközi településen megszűnhet a jövőben az általános iskolai oktatás, amely tovább növeli az iskola iránti keresletet.[11] 2023. március 29-én átadásra kerül a felújított és közel 200 négyzetméterrel (4 tanteremmel) bővített iskola, melynek keretében megújult az intézmény infrastruktúrája. A projekt 190 fő felső tagozatos tanulót érint.[44]
- Cigándi Tündérkert Óvoda „Néphagyományőrző Mester Óvoda” (2009) – Intézményvezető: Szűcs Erika[45] (2017 óta) A városban egy óvodai nevelést biztosító intézmény működik, 6 csoporttal. A rendelkezésre álló férőhelyek száma 150 fő.

### Egészségügyi ellátás

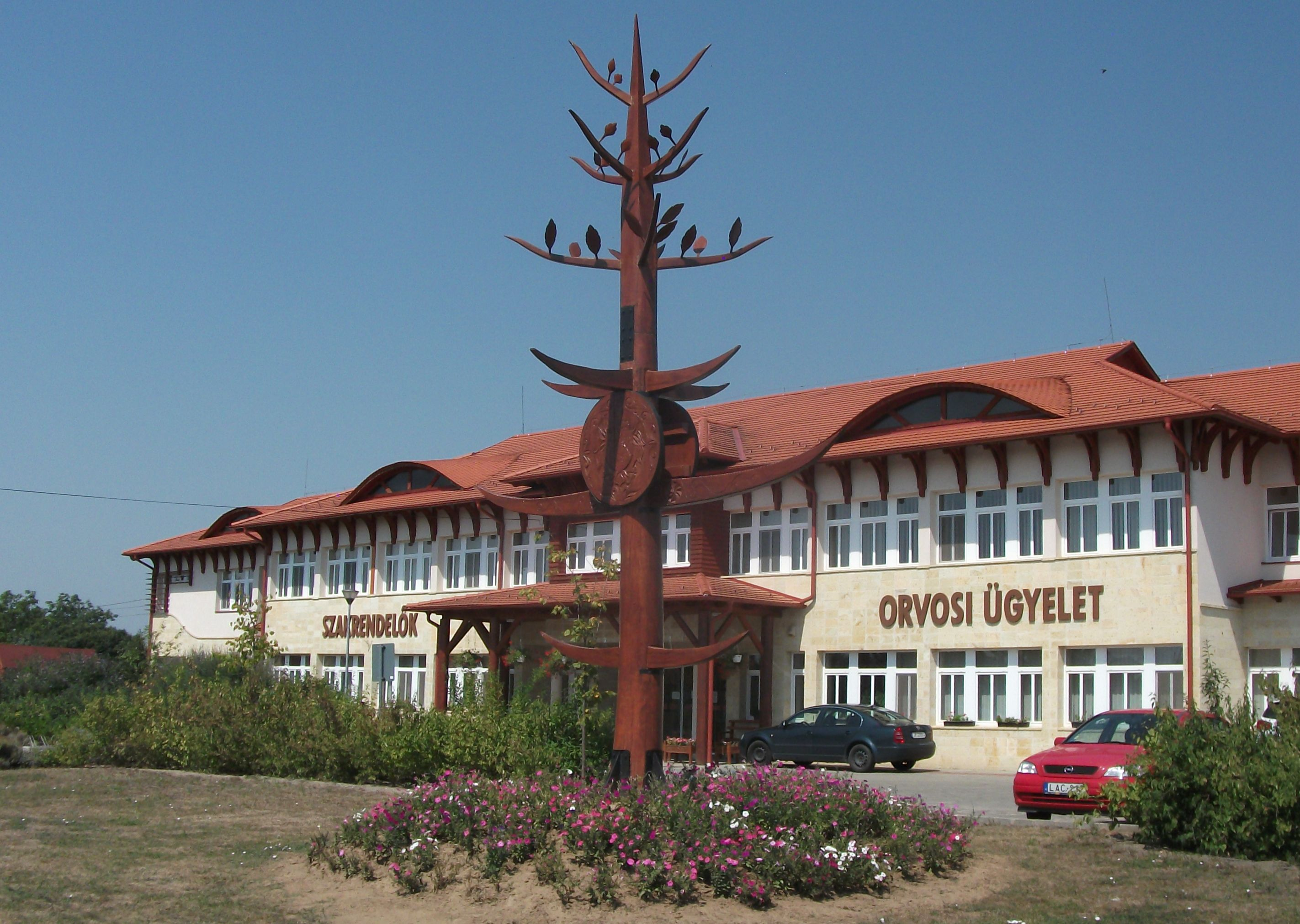
A Bodrogközi Kistérségi Járóbeteg Szakellátó Központ épülete mely 2022-től Dr. Ablonczy Pál Egészségügyi Központ néven működik. A kép előterében Varga András "Életfa" című alkotása (2014 – Újraalkotva 2021-ben.)

A település lakosságának egészségügyi ellátását a Bodrogközi Kistérségi Járóbeteg Szakellátó Központ biztosítja. Az egészségcentrum 2012-ben kezdte meg működését, amely a helyi lakosság részére, illetve térségi szinten is biztosítja a szakrendeléseket. A központ több mint 900 millió forintos európai uniós támogatásból valósult meg, amely az elmúlt évek legnagyobb humán fejlesztése volt a városnak. Az intézményben a következő szakrendelések vehetők igénybe: Belgyógyászat, Bőrgyógyászat, Fizioterápia, Fül-orr-gégészet, Gyermekgyógyászat, Gyógymasszázs, Gyógytorna, Ideggyógyászat, Kardiológia, Laboratórium, Nőgyógyászat, Ortopédia, Pszichiátria, Reumatológia, Röntgen, Sebészet, Szemészet, Tüdőgyógyászat, Ultrahang, Urológia. 
A létesítményben nappali kórház is működik, ahol elsősorban infúziós kezeléseket és gyógyszerszint beállításokat végeznek. 
A szakrendelők mellett az egészségügyi központon belül, összevontan biztosítottak az alapellátások is: a háziorvosi és a fogászati alapellátás valamint a védőnői ellátás.  Az épületben gyógyszertár is helyet kapott, valamint 2018-tól egészségfejlesztési iroda is működik itt. 2022. július 1-től az épület - Cigánd korábbi háziorvosa előtt tisztelegve - Dr. Ablonczy Pál Egészségügyi Központ néven működik tovább.

### Szociális ellátás
- Bodrogköz Kincsei Bölcsőde A gyermekek napközbeni ellátását a 2013 óta bölcsőde biztosítja a városban, jelenleg 36 férőhellyel.[11]
- Levendula Biztos Kezdet Gyerekház A 0-5 éves korosztályba tartozó – kiemelten a 3 év alatti – intézményi ellátásban nem részesülő hátrányos helyzetű gyermekek és szüleik számára biztosít nappali szociális ellátást a 2019-től működő Biztos Kezdet Gyerekház.
- Szociális Szolgáltató Központ A településen a Bodrogközi Többcélú Kistérségi Társulás (BTKT) fenntartásában működik (Fő utca 90.). Az intézmény támogató szolgálatot, házi segítségnyújtást, jelzőrendszeres házi segítségnyújtást, szociális étkeztetést, családsegítést és gyermekjóléti szolgálatot biztosít a rászorulóknak.[11] A fogyatékkal élők nappali ellátása mellett a szenvedélybetegek közösségi ellátása is elérhető.

### Néptánc
Az 1930-as években a Gyöngyösbokréta mozgalom  elindulásával vált világhírűvé a cigándi keménycsárdás. Kántor Mihály néprajzkutató munkássága mellett kiemelkedő volt a cigándi Magyar Búzavirág nevű együttes megalapítása 1933-ban. Egy évvel később a csoport csatlakozott az Országos Magyar Bokréta Szövetséghez. A fiatalok felkeresték az öregeket, akik a táncpróbákon mutatták be nekik a régi táncokat. Ezzel tartották életben a helyi tánckultúrát. Cigánd legismertebb tánca a legnagyobb tánckészséget megkövetelő „cigándi keménycsárdás”. „Igazi magyar tánc…rapszódia ütemekben és mozdulatokban…tizenhat egymástól elkülöníthető részből áll…” (Kántor Mihály). Nagyon nagy ügyességet kíván, sokáig a táncosok csak az ólakban, csűrökben próbálgatták, nehogy valaki meglássa bizonytalan lépéseiket. A cigándi Bokrétát, és a háború előtti szervezeteket 1948-ban betiltották, de ezt megelőzően 1947-ben a Keménycsárdás nevet viselő tánccsoport alakult meg. Működése során a táncosok külföldi fellépéseken is részt vettek.
1963-ban Ureczky Csaba megalapította a Zemplén Gyermek és Ifjúsági Tánccsoportot. Az ő munkásságát 1965-től Nagy István folytatta, aki intézményesítette Cigándon a néptánc tanítását gyermekek részére. Munkássága alatt szinte minden kontinensre eljutott a cigándi tánc és a cigándi ének. A hosszú évtizedek alatt sok jó táncos került ki az együttesből. Közülük is kiemelkedik Román Sándor neve, aki táncosként szinte minden hivatásos néptáncegyüttesnek tagja volt, az ország legnevesebb mestereinek keze alatt dolgozott, majd egy amerikai tanulmányútról visszatérve 1999-ben megalapította az ExperiDance Tánctársulatot, mely a magyar autentikus néptáncot ötvözi a 20. századi táncstílusokkal.
2007. őszén, táncos múlttal rendelkező cigándi fiatalokból alakult meg a Sarkantyús Néptáncegyüttes, Lőrincz László vezetésével. Az együttes a Martin György Néptáncszövetség által, Nyíregyházán megrendezésre került Néptáncosok Területi Bemutató Színpada 2019. és 2021. évi fesztiválján is elnyerte a Nívódíjas Együttes szakmai minősítést.

### Helyi gasztronómiai értékek

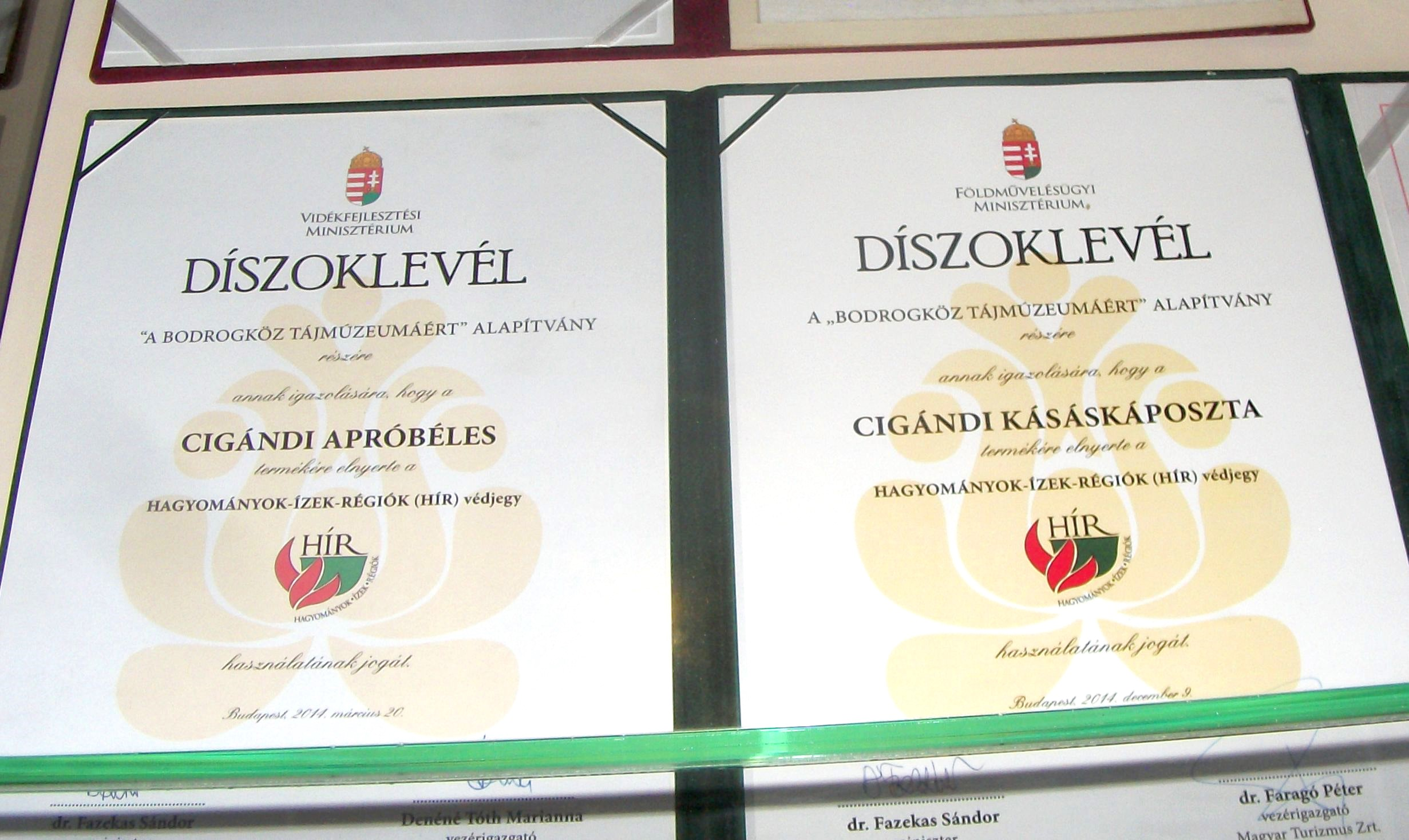
Cigánd gasztronómiai értékeinek elismerése. Díszoklevelek a HÍR védjegyes cigándi apróbélesről és kásáskáposztáról

- Cigándi apróbéles – a múltban lakodalmi sütemény volt, jelenleg napi szinten készítik édes süteménynek. Cigánd vendégváró bélese, amelyet frissen készítenek és azonnal tálalnak. A termék 2014 óta rendelkezik a Hagyományok-Ízek-Régiók (HÍR) védjegy használati jogosultsággal.[50]
- Cigándi kásáskáposzta – a termék 2015 óta rendelkezik a Hagyományok-Ízek-Régiók (HÍR) védjegy használati jogosultsággal.[51][52]
- Cigándi nyújtott káposztás béles – a termék 2018 óta rendelkezik a Hagyományok-Ízek-Régiók (HÍR) védjegy használati jogosultsággal
- Cigándi kőtt káposztás béles – a termék 2018 óta rendelkezik a Hagyományok Ízek Régiók (HÍR) védjegy használati jogosultsággal [53]
- Cigándi görhe – a termék 2022 óta rendelkezik a Hagyományok-Ízek-Régiók (HÍR) védjegy használati jogosultsággal
- Cigándi linzer – a termék 2022 óta rendelkezik a Hagyományok-Ízek-Régiók (HÍR) védjegy használati jogosultsággal
- Cigándi sulyom – a termék 2022 óta rendelkezik a Hagyományok-Ízek-Régiók (HÍR) védjegy használati jogosultsággal
- Cigándi hájas – a termék 2022 óta rendelkezik a Hagyományok-Ízek-Régiók (HÍR) védjegy használati jogosultsággal [54]

### Kulturális intézményei
- Cigánd Városi Művelődési Központ (2000) benne a Nagy Dezső Művelődési Ház, Városi Könyvtár és a Bodrogközi Múzeumporta (2015)

### Kulturális rendezvényei
- Városnap (2004 óta minden év augusztusában)
- Cigándi Bélesfesztivál (2006 óta minden év szeptemberében)
- Tiszai PET Kupa (2013 óta minden év nyarán)

### Cigánd kulturális értékei
Borsod-Abaúj-Zemplén Megyei Értéktár által megyei értékké nyilvánított cigándi megyerikumok:
- A cigándi apróbéles (2013)
- A cigándi kásáskáposzta (2014)
- A cigándi szőttes (2021)
- A cigándi kőtt káposztás béles (2021)
- A cigándi nyújtott káposztás béles (2021)
- A cigándi zöldágjárás (2021)
- A cigándi keménycsárdás (2021)

## Sportélete

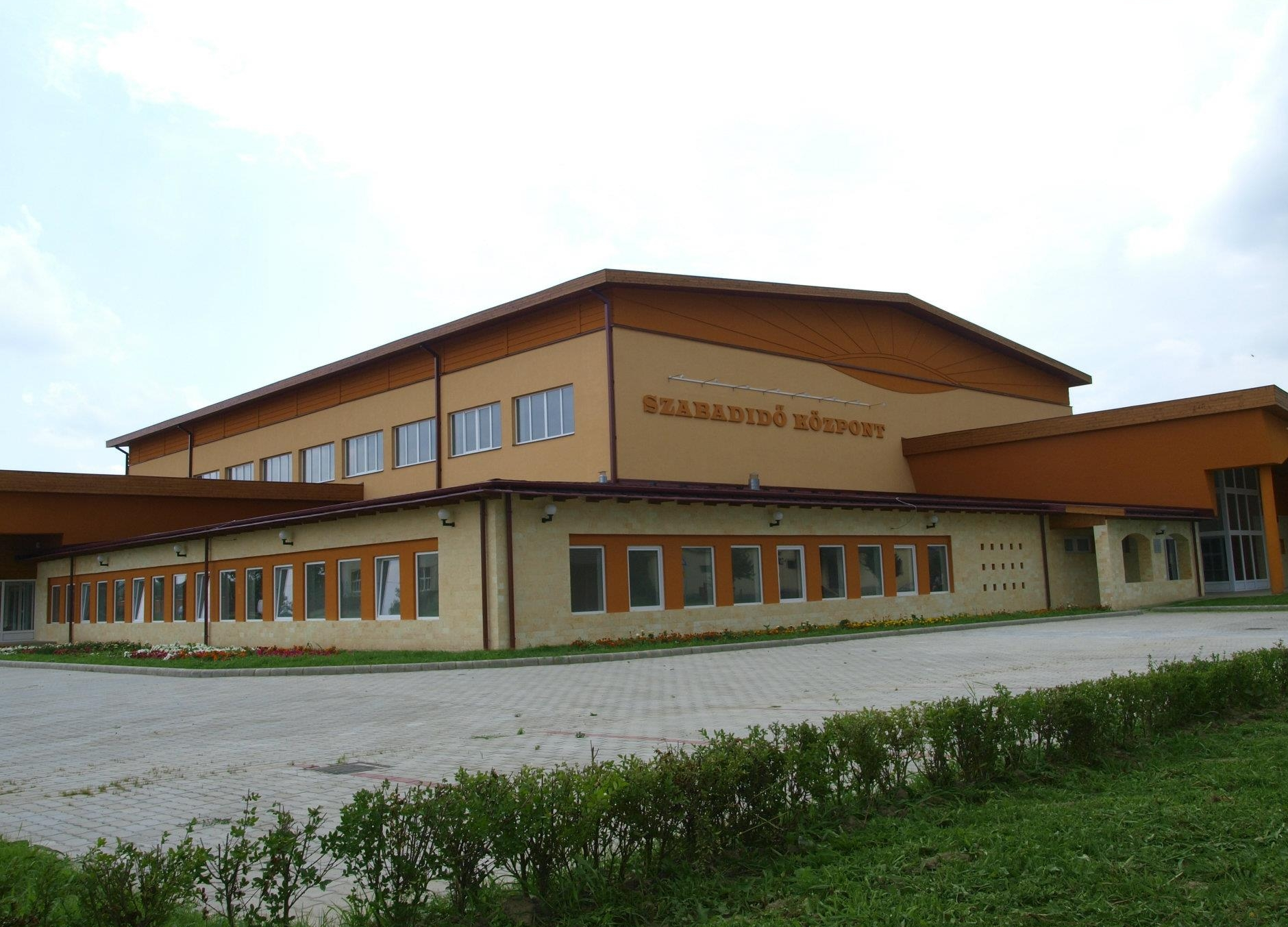
A városi Szabadidő Központ (2015)

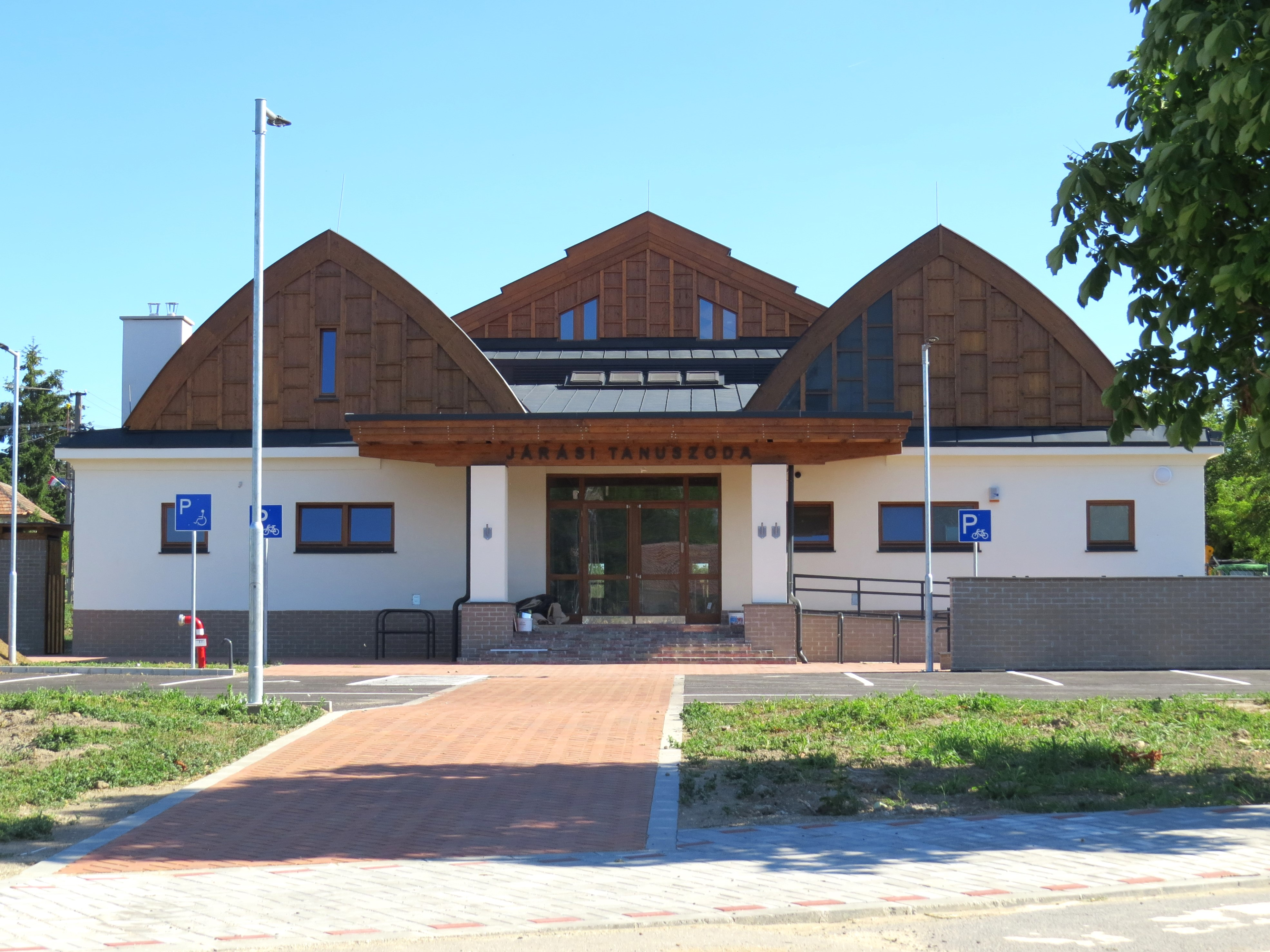
A Járási Tanuszoda Cigándon (2023)

A városban 1998 óta több sikert elért sportklub működik Cigánd SE néven. Cigánd labdarúgócsapata eddigi történetének legnagyobb sikerét, 2008. június 4-én Debrecenben érte el, megnyerte a Sport TV kupát. (Edző: Nagy Gábor). 
2016. május 14-én a csapat feljutott az NB II 2016 / 2017-es idényére. A felnőtt csapat jelenleg az NB III. Észak-Keleti csoportjában játszik.
2018. augusztus 19-én rendezték meg első alkalommal a Ki a legény a gáton? egyenkénti indítású időfutam kerékpárversenyt a KKB Kerékpáros Sportegyesület és Cigánd Város Önkormányzata rendezésében. A kerékpárverseny a cigándi árapasztó tározó töltésén kialakított 20,7 km-es pályán zajlik. Az évente megrendezésre kerülő esemény megtalálható az országos versenynaptárban.
2023. április 14-én Cigándon átadják a Járási Tanuszodát, a Bodrogköz első tanuszodáját, mely két tanmedencét tartalmaz. A kisebb 10x6x0,8 méteres, a nagyobb 25x15x1,9 méter nagyságú.
Az állam 900 millió forinttal támogatta a sportlétesítmény felépülését, amely úszóversenyek megrendezésere is alkalmas. Az eseményen részt vett még Wladár Sándor, a Magyar Úszó Szövetség elnöke és Darnyi Tamás négyszeres olimpiai bajnok magyar úszó is.
2024. április 20-án rendezték meg első alkalommal a Nagy Bodrogközi Töltéstúra kerékpáros gravel teljesítménytúrát/versenyt a KKB Kerékpáros Sportegyesület, Cigánd Város Önkormányzata és a CISE rendezésében. A különlegessége, hogy 3 folyó (Tisza, Bodrog és a Latorca) gátján halad és két országot érint (a harmadik mellett pedig méterekre halad el az útvonal). A start és cél helyszíne a Bodrogközi Múzeumporta. Évente megrendezésre kerülő esemény. 
A településen halad át az Alföldki Kéktúra AK-13 jelű, Kisvárda és Sátoraljaújhely közötti szakasza.

### Sportlétesítmények
- Cigándi Városi Szabadidő Központ (sportcsarnok) (2008)
- Utánpótlás központ (Vasút utcai sportpálya) (2017)
- Városi Stadion (Fő utcai sportpálya) (2018)
- Fitneszpark (2018)
- Járási Tanuszoda (2023)
- Kerékpáros pumpapálya (2023)
- Futókör a Hősök terén (2025)
- Szabadtéri tornapálya a Hősök terén (2025)

## Helyi média
- Televízió – Városi Televízió Cigánd (VTC)
- Újság – Cigándi Hírmondó (1996 – 2009), Cigándi Új Hírmondó (2010 –től negyedévente)

### Hírportálok
- Cigánd Város Hivatalos Honlapja
- Cigánd Város Hivatalos Facebook Oldala
- Bodrogközi Hírportál
- Bodrogközi Múzeumporta
- Cigánd Városi Televízió YouTube csatornája

## Cigándról készült filmek
- Cigánd – Egy falu az (ezred)végen I-II.' – magyar dokumentumfilm (2000)[59][60]

## Látnivalók

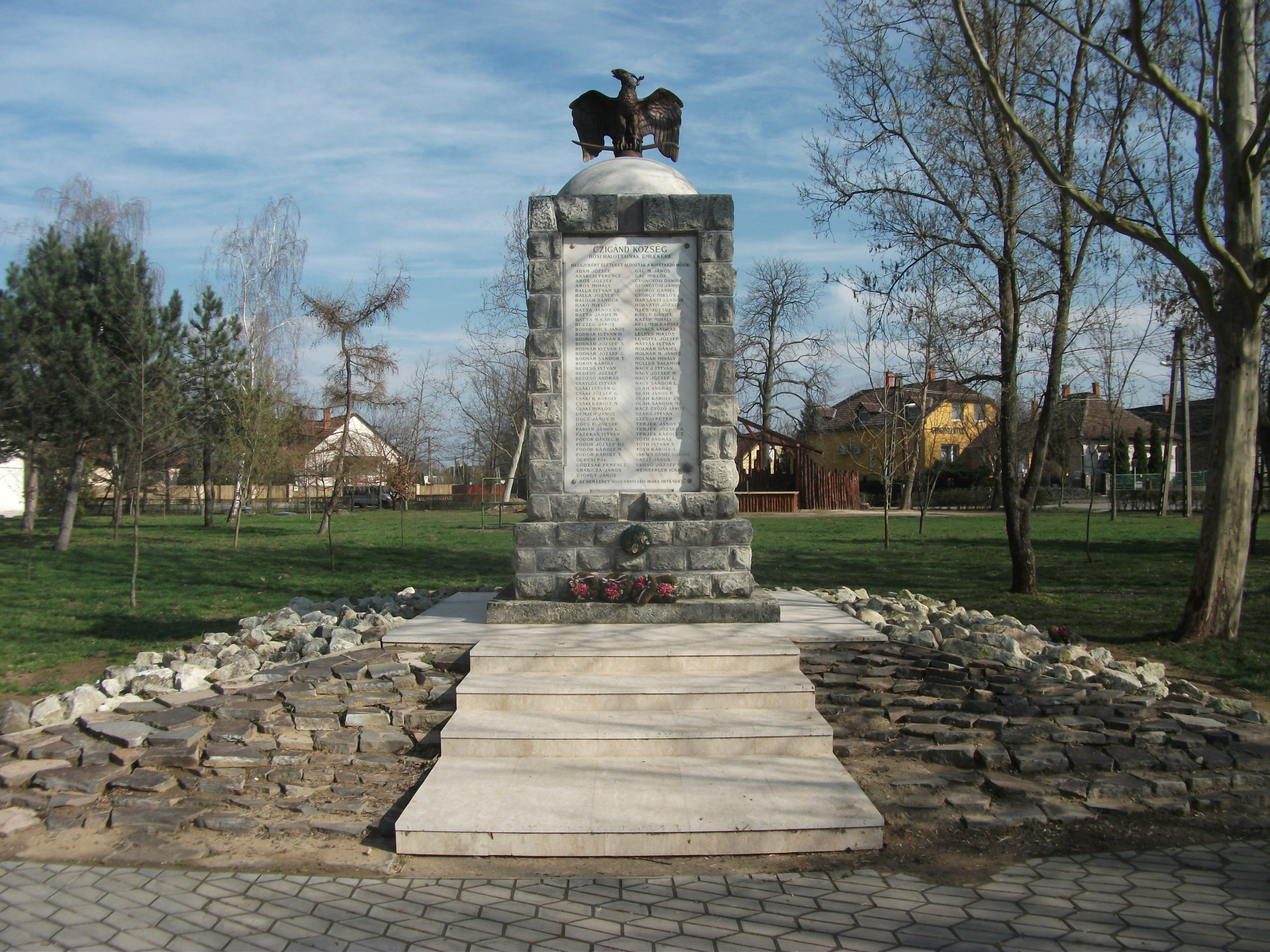
Az első világháborús hősi emlékmű (1938), amelyet 2014-ben felújítottak

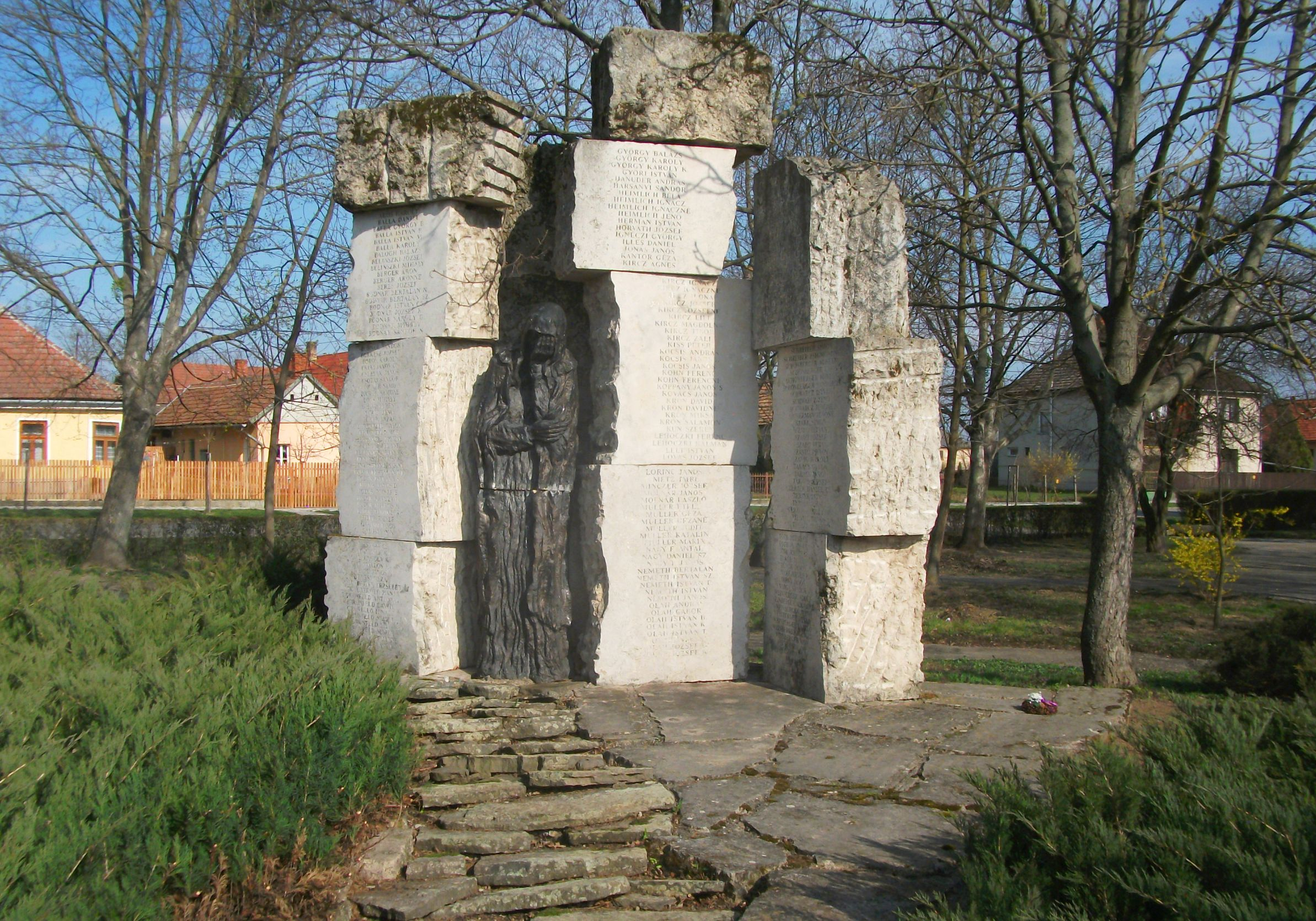
A második világháborús emlékmű Cigándon (1992)

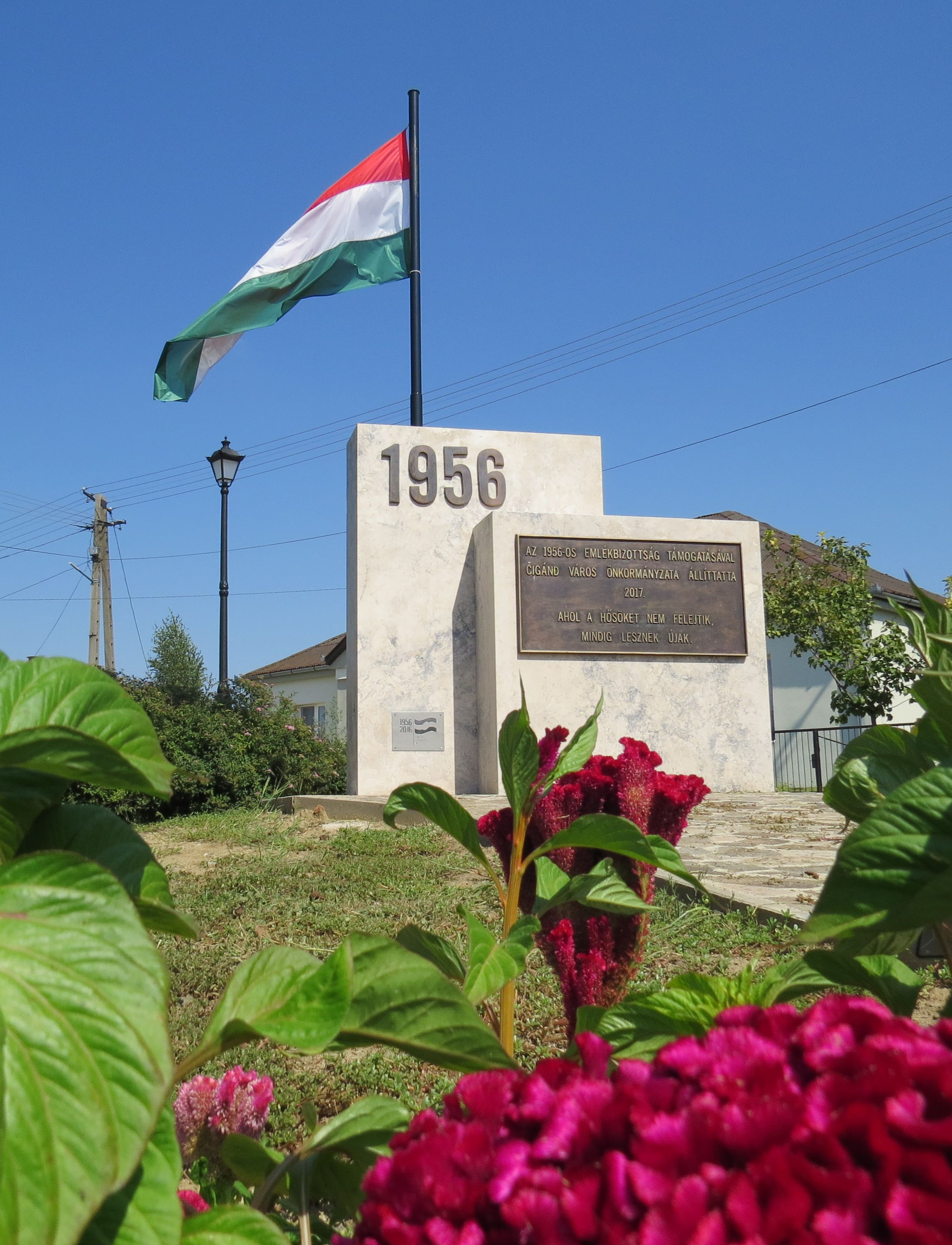
Az 1956-os forradalom emlékműve az '56-os emléktéren (2017)

### Műemlékek
- Református templom (műemléki védelem alatt álló épület)
- Gazdasági épület - az egykori cigándi bíró háza (műemléki védelem alatt álló épület)

### Múzeumok
- Bodrogközi Múzeumporta
- Cigándi Falumúzeum, tájház (helyi védelem alatt álló épület)
- Óvodamúzeum („Néphagyományőrző Mester Óvoda” – 2009 óta)
- Iskolamúzeum (2013)

### Emlékművek
- I. világháborús emlékmű (1938)[Mj. 1]
- II. világháborús emlékmű (Szöllőssy Enikő és Pál András alkotása – 1992)
- Bodrogközi Gazdasági Kisvasút emlékmű (Czigándy Varga Sándor alkotása – 2012)[61]
- Holokauszt emlékmű – a hajdani zsidó temetőben (Czigándy Varga Sándor alkotása – 2015)
- Az 1956-os forradalom emlékműve; Büszkeségpont az '56-os emléktéren (Borsi Antal alkotása – 2017)[62]
- A Nemzeti Összetartozás Emlékműve (Czigándy Varga Sándor alkotása – 2021)[13]

### Köztéri alkotások
- Kossuth-mellszobor (Borsi Antal alkotása – 2004)
- Kántor Mihály mellszobra (Czigándy Varga Sándor alkotása – 2012)
- Sőregi János mellszobra (Czigándy Varga Sándor alkotása – 2013)
- „Életfa” a Bodrogközi Kistérségi Járóbeteg Szakellátó Központ előtt (Varga András alkotása – 2014 – újraalkotva 2021-ben).
- Sőregi Márton mellszobra (Czigándy Varga Sándor alkotása – 2015)
- Nagy Dezső mellszobra (Czigándy Varga Sándor alkotása – 2017)
- Kálvin János mellszobra (Czigándy Varga Sándor alkotása – 2017)[63]
- dr. Ablonczy Pál mellszobra (Czigándy Varga Sándor alkotása – 2022)
- Petőfi Sándor mellszobra (Czigándy Varga Sándor alkotása – 2025)

### Egyéb látnivalók
- II. Rákóczi Ferenc Tisza-híd (1994)
- Székelykapu (Kilyén Domokos és Kilyén Levente fafaragók alkotása. A magyarói testvértelepülés önkormányzatának ajándéka.- 2007. Áthelyezve és felújítva 2023-ban.)
- Cigándi Árapasztó Víztározó áteresztő zsilipje (2008)
- Városszerte díszes fafaragványok
- Cigándi Tisza-part
- Mk48 2028-as mozdony az egykori cigándi kisvasút-állomás előtt

## Itt születtek, itt éltek
- Itt élt és dolgozott Sőregi Márton kántortanító, „a bodrogközi csodadoktor”.
- Itt született 1892. december 25-én Sőregi János régész, muzeológus, múzeumigazgató.
- Itt született 1899. március 11-én Dave Gould kétszeres Oscar-díjas táncrendező, koreográfus, a Metro-Goldwyn-Mayer filmgyár táncigazgatója.[64][65]
- Itt született 1908. augusztus 19-én Tóth Béla magyar irodalomtörténész és a latin auktorok kiváló ismerője.
- Itt született 1919. június 16-án Janka András tanító, katonatiszt.
- Itt született 1930. szeptember 2-án Hollay Bertalan magyar-nótaénekes, színész.
- Itt született 1937-ben Berta Béla rádiós újságíró, szerkesztő, a Falurádió egykori rovatvezetője.[66]
- Itt élt és dolgozott Kántor Mihály tanító, iskolaigazgató és néprajzi gyűjtő.
- Itt élt és dolgozott Nagy Dezső református kántortanító, karnagy, orgonista.
- Itt nevelkedett Ujhelyi Mária Zsuzsanna főiskolai oktató, pedagógus.
- Itt nevelkedett Fodor Ferenc százados, vadászpilóta, a Magyar Néphadsereg Hőse.
- Itt született 1952. június 18-án dr. Pikó Károly sportorvos.[67]
- Itt nevelkedett Lippai Sándor labdarúgó magyar bajnok, olimpiai válogatott, a Diósgyőri VTK, majd a Bp. Honvéd NB I-es játékosa.
- Itt nevelkedett Román Sándor az ExperiDance Tánctársulat alapítója, koreográfusa.
- Itt nevelkedett Nagy Gábor labdarúgó kapus, a Stadler FC és a BVSC NB I-es játékosa.[68]
- Itt nevelkedett Kelemen Zsolt labdarúgó, magyar bajnok, a Vác FC-Samsung NB I-es játékosa.[69]
- Itt nevelkedett Czigándy Varga Sándor szobrászművész.

## A város díjazottjai
- Cigánd díszpolgárai: Román Sándor – koreográfus (2010) •  dr. Ablonczy Pál – orvos (2012) /posztumusz/;
- Kántor Mihály-díj (alapítva 1993-ban): Kántor Miklós (Kántor Mihály fia – 1994) • Nagy István, a Zemplén Gyermek- és Ifjúsági Táncegyüttes vezetője (1995) • Téglás Dezső – iskolaigazgató (1995) • Patkó Csaba – népművelő (1996) • Németh Károly polgármester (1997) • Géresi Bertalan – pedagógus (posztumusz – 1998) • Az óvoda nevelőtestülete (1998) • Szűcs Lajos – református lelkész (2000) • Román Sándor – koreográfus (2001) • Völgyi Antal – nyugalmazott tanár (2014) • „A Bodrogköz Tájmúzeumáért” Alapítvány (2017) • Csárdás Citerazenekar és Hagyományőrző Énekkar (2017) • Sarkantyús Néptáncegyüttes (2017) • Triangel Majorette Tánccsoport és vezetője Némethy Viktória (2018) • Viga Gyula (2019) • Dombóvári János (2021) • Nagy Józsefné (2022) • Oláh István – pedagógus (2024)
- Cigándért díj (alapítva 2004-ben): Németh Attila (2004) • Vargáné Dócs Valéria (2013) • Némethy Viktória (2013) • Pájer Ferenc (2013) • id. Varga András – szobrász (2014) /posztumusz/ • Gál Béla – jegyző (2017) • Hörcsik Richárd (2019) • Gönczi Zoltán (2019) • Tóth János – Cigánd Város alpolgármestere (2021) • Ablonczy Dániel (2024)
- "Sőregi Márton" emlékplakett (alapítva 2017-ben): Balla Dénes (2024) • Varga Sándor (2025)

## A településről eddig megjelent művek
- Kántor Mihály: Az ezeréves cigándi malom (1927)
- Kántor Mihály: Cigándi cigányok gyékénymunkája (1929)
- Kántor Mihály: Bodrogközi len- és kendermunkák, szőttesek (1961), újra kiadva 2002-ben
- Hajdú Imre: Cigánd története 1289-1972 (1997)
- Nagy István: Cigánd öröksége (2004)
- Németh Károlyné-Téglás Dezsőné: A cigándi bokréta legzsengébb ága (2005)
- Nagy István: Gyermektáncközelben (2006)
- Kútvölgyi Mihály – Viga Gyula: Kincses Bodrogköz (2010)
- Nagy István: Fakuló emlékek nyomában – A cigándi zsidóságról töredékesen (2013)
- Nagy István: Az iskolaügy évszázadai Cigándon (2014)
- Fodor Éva (szerk.): „Virágot bont a zsenge ág” Múltunkat őrizzük a jelenben (2014)
- Mező László: Cigándi futballkrónika (2014)
- Viga Gyula (szerk.): Fejezetek Cigánd néprajzából (2014)
- Sőregi János: Kék könyv – Ifjúkori napló (2015)
- Nagy István: Azok az '50-es évek… (2017)
- Nagy István: A keskeny úton járva (2017)
- Fejős Zoltán: „Mert abban az időben lehetett vándorolni” A cigándi amerikások emlékezete (2017)
- Scholtz Róbert Gergely: „Az Isten megőrzött!” Sőregi János, egy cigándi polihisztor a Nagy Háborúban (1914-1918) (2018)
- Zsindely Népzenei Együttes: Cigándi fonó – CD Album, (2019)
- Viga Gyula (szerk.): Újabb tanulmányok Cigánd múltjából (2019)
- Nagy Józsefné (szerk.): Bodrogközi ételek (2021)
- Viga Gyula: Változások és változatok (2022)

## Testvértelepülések
- Magyaró, Románia (Erdély)
- Bély, Szlovákia (Felvidék)
- Szobránc, Szlovákia (Felvidék)
- Királyhelmec, Szlovákia (Felvidék)

## Cigánd képekben

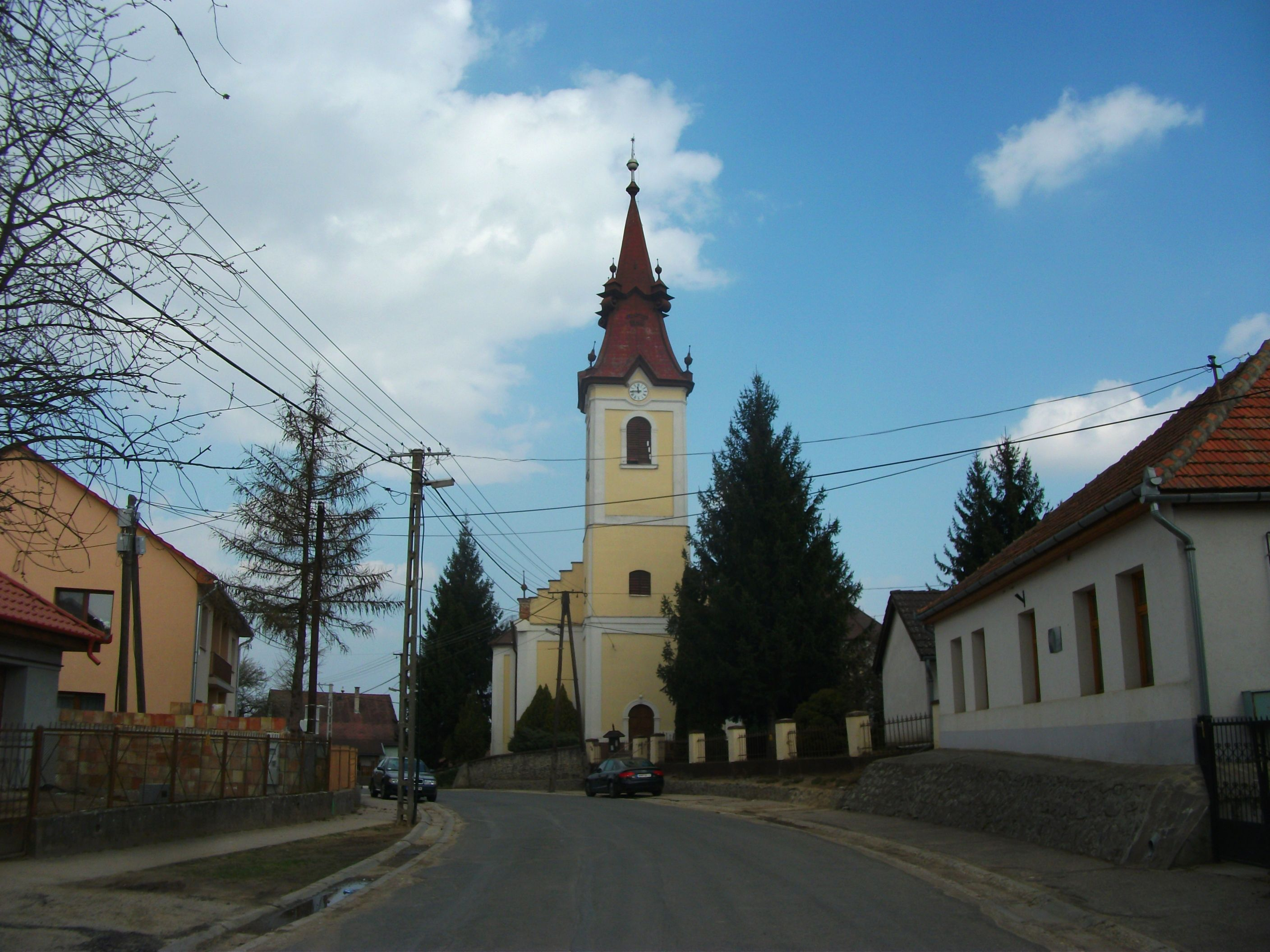
A cigándi református templom (műemlék) (2015)
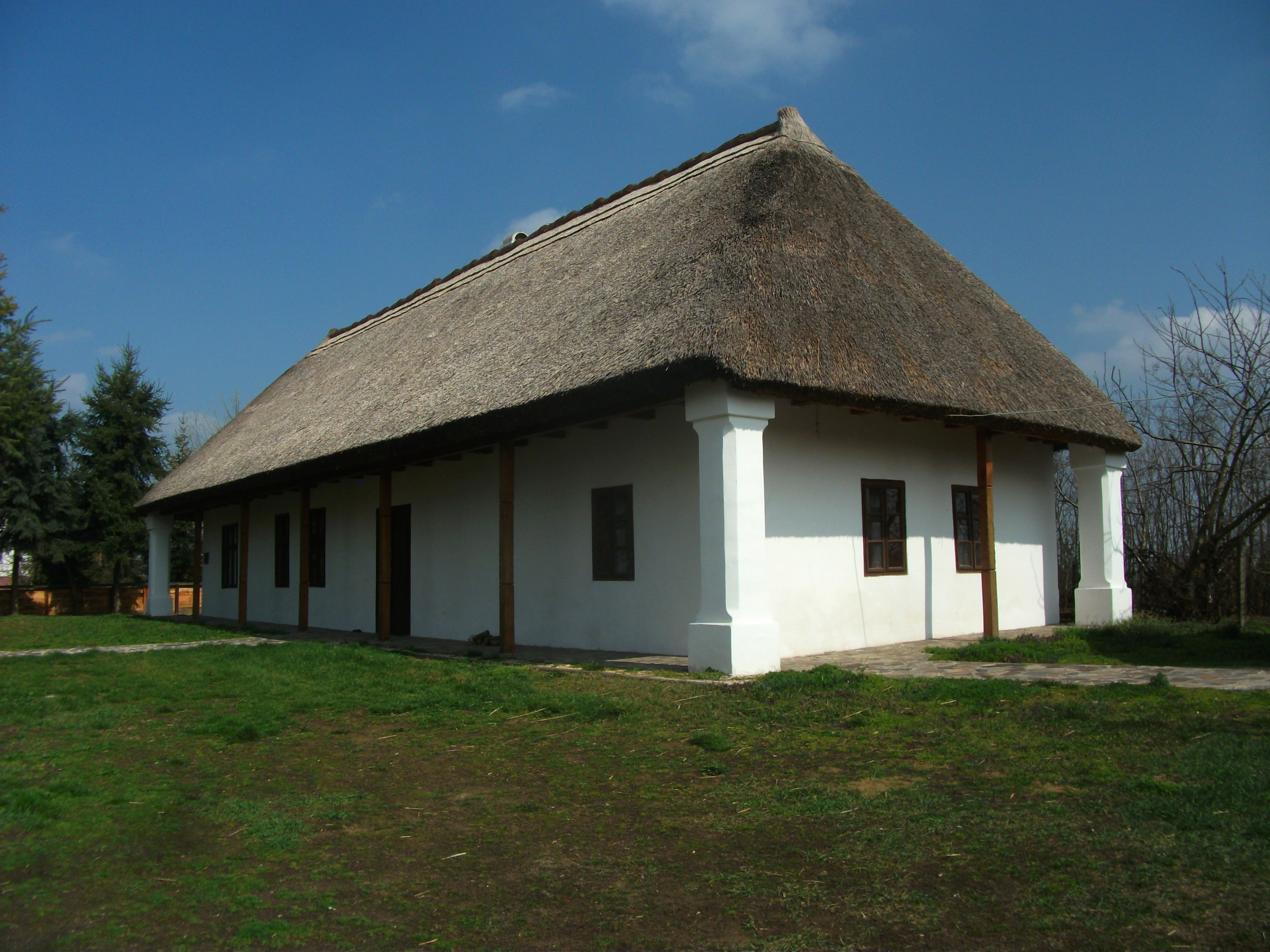
"A cigándi bíró háza" (műemlék) (2015)
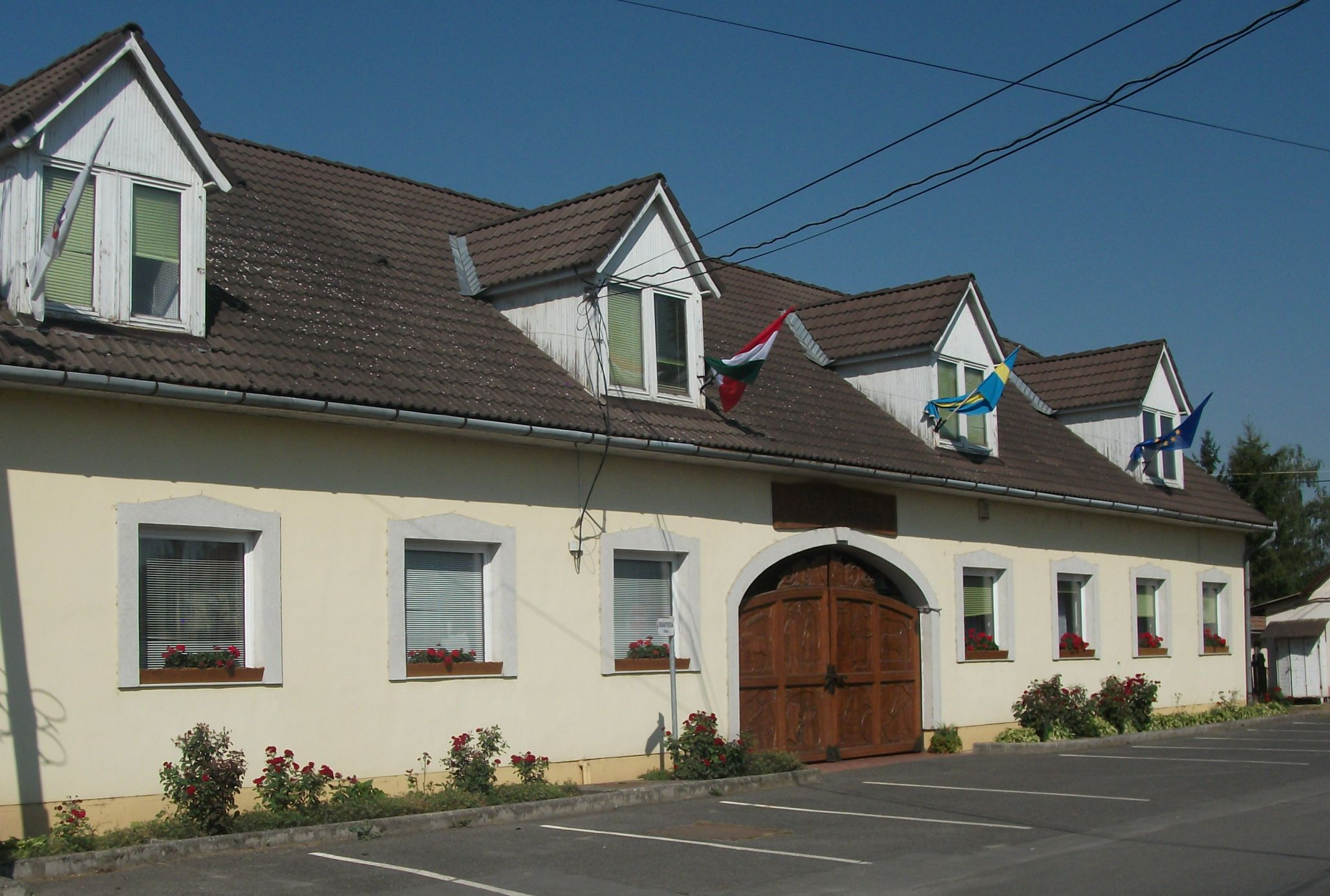
A Cigándi Városháza (2013)
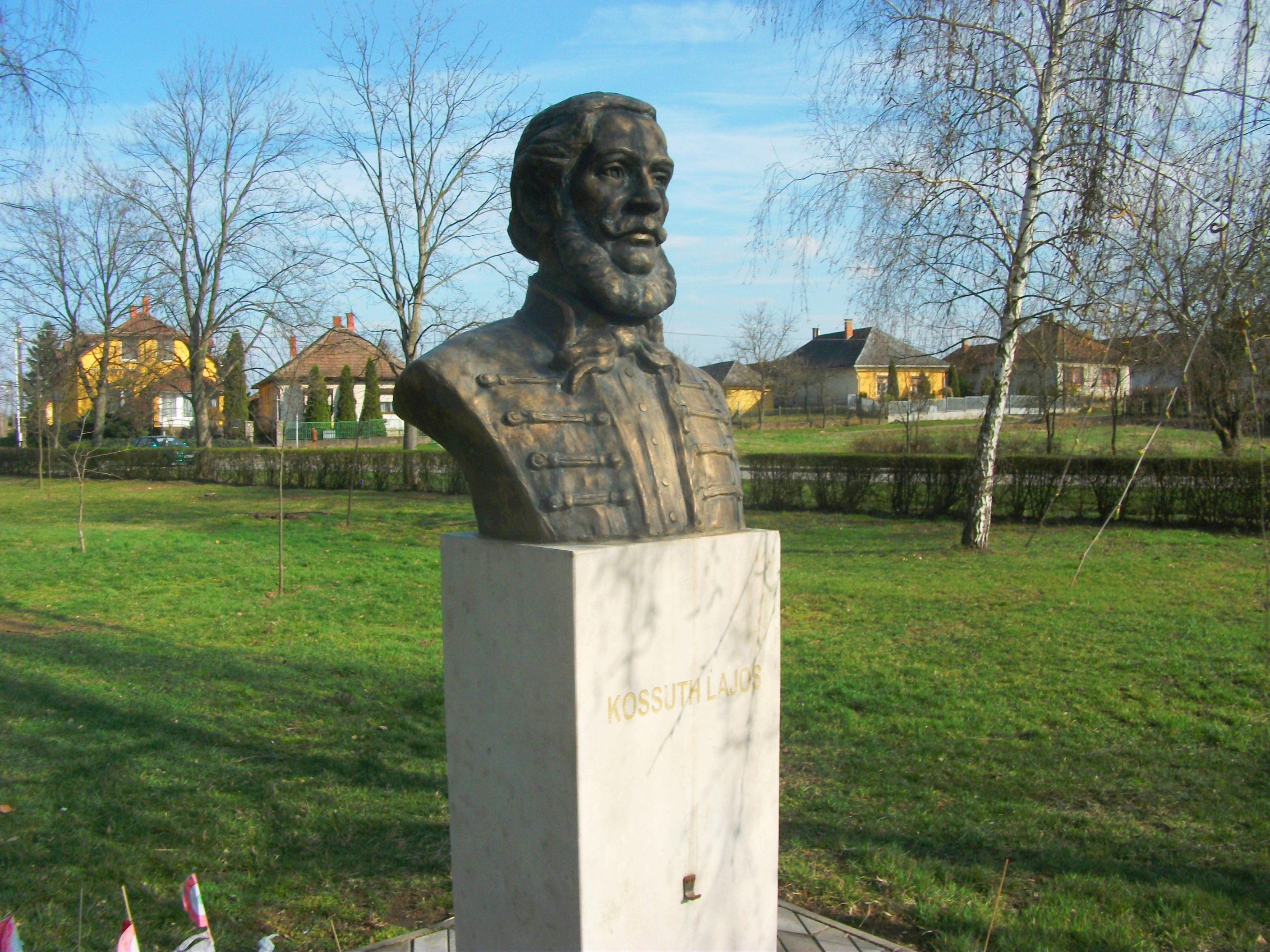
A Kossuth mellszobor (Hősök tere) (2014)
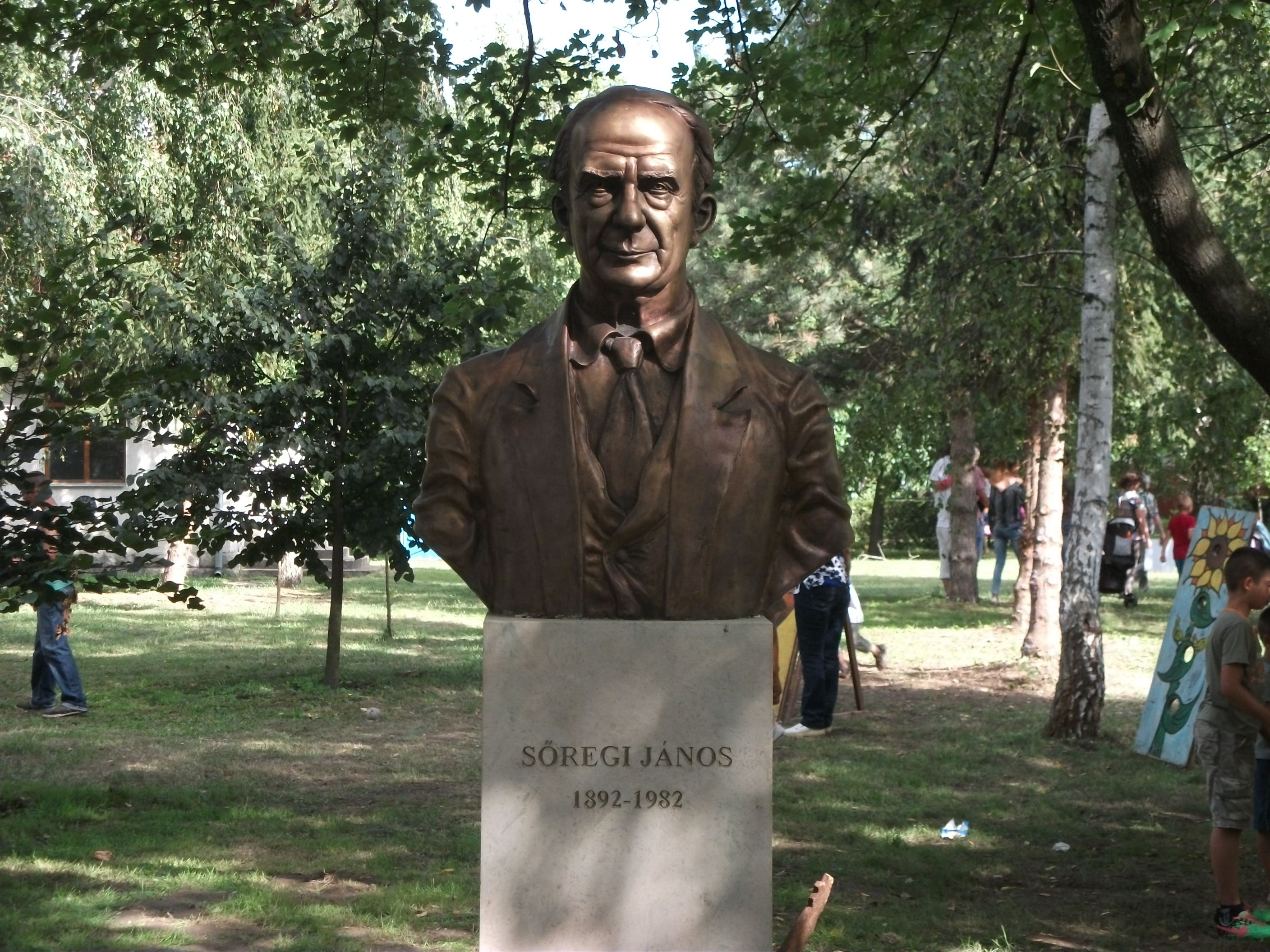
Sőregi János mellszobra (Hősök tere)  (2014)
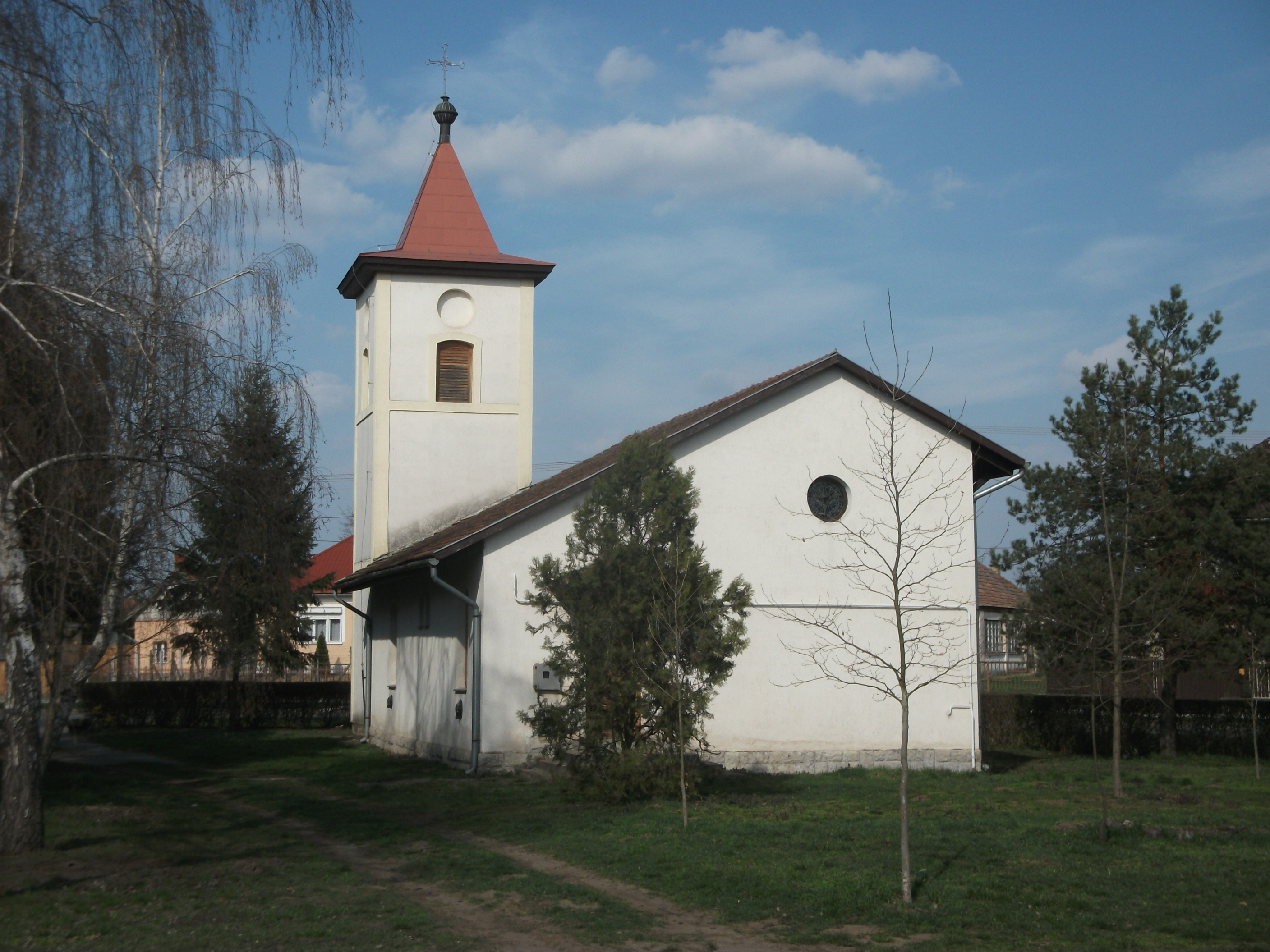
Gyümölcsoltó Boldogasszony kápolna (2015)
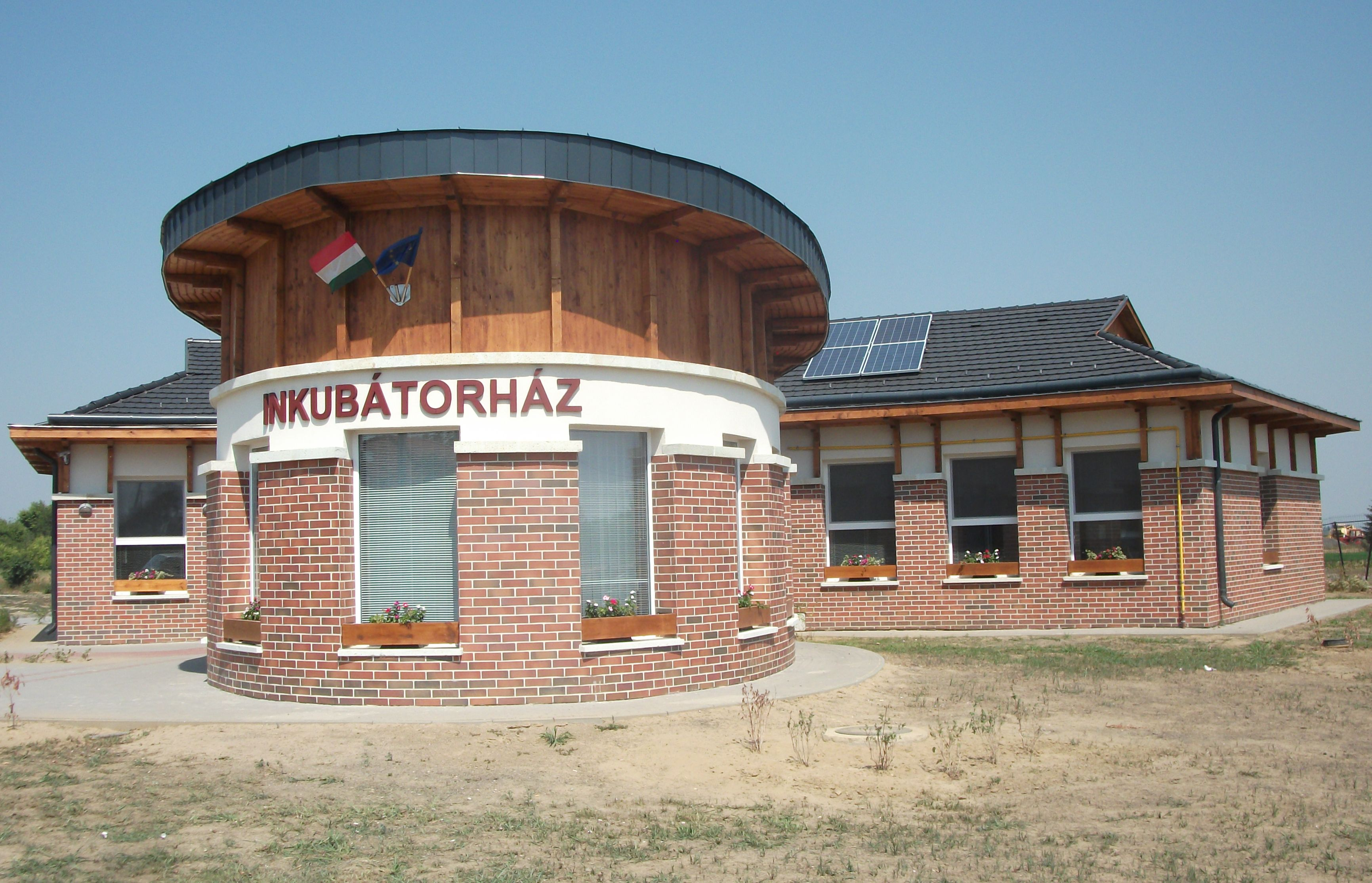
A Bodrogközi Vállalkozói Inkubátorház (2015)
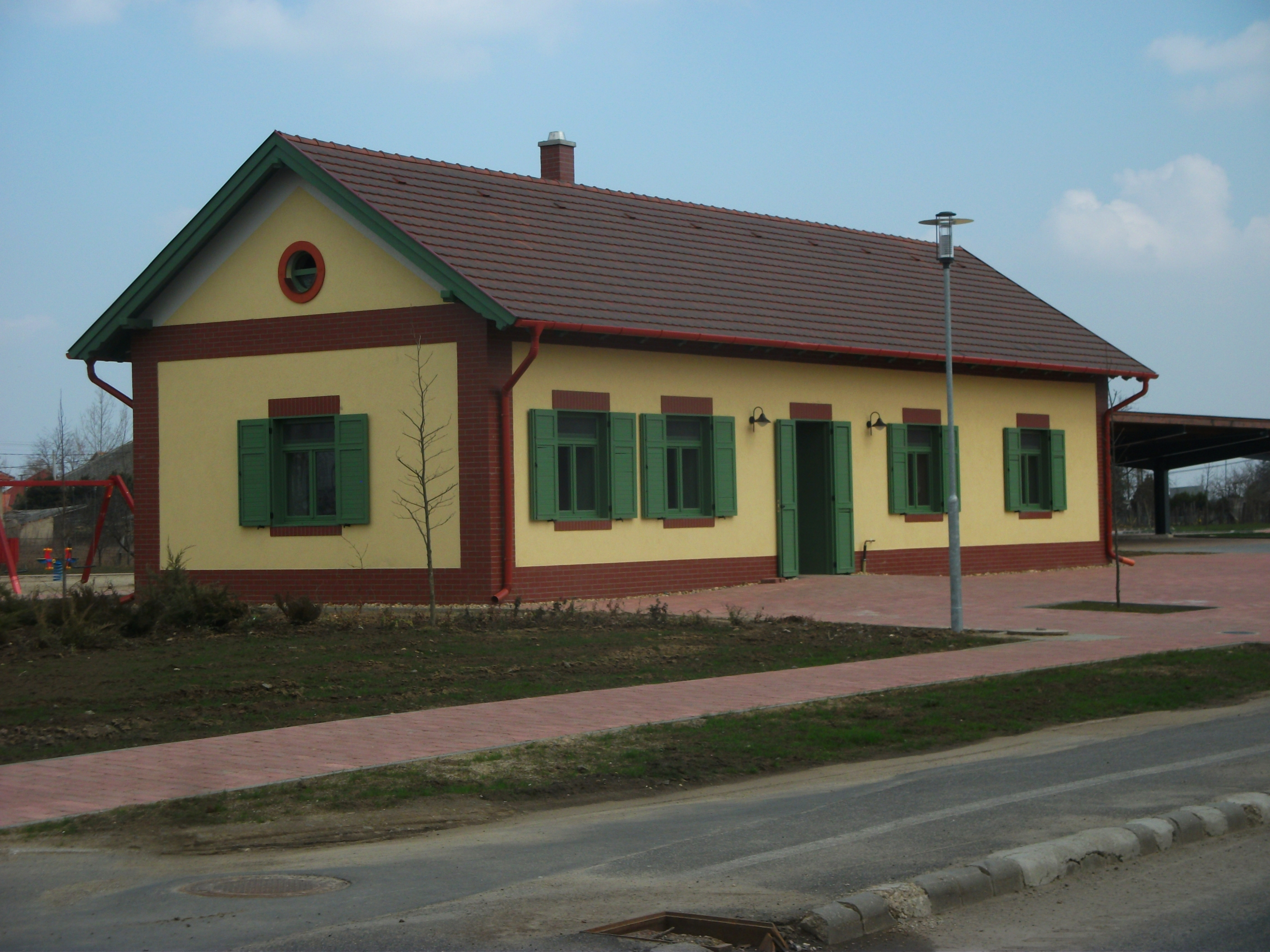
A régi nagycigándi vasútállomás felújított épülete (2015)
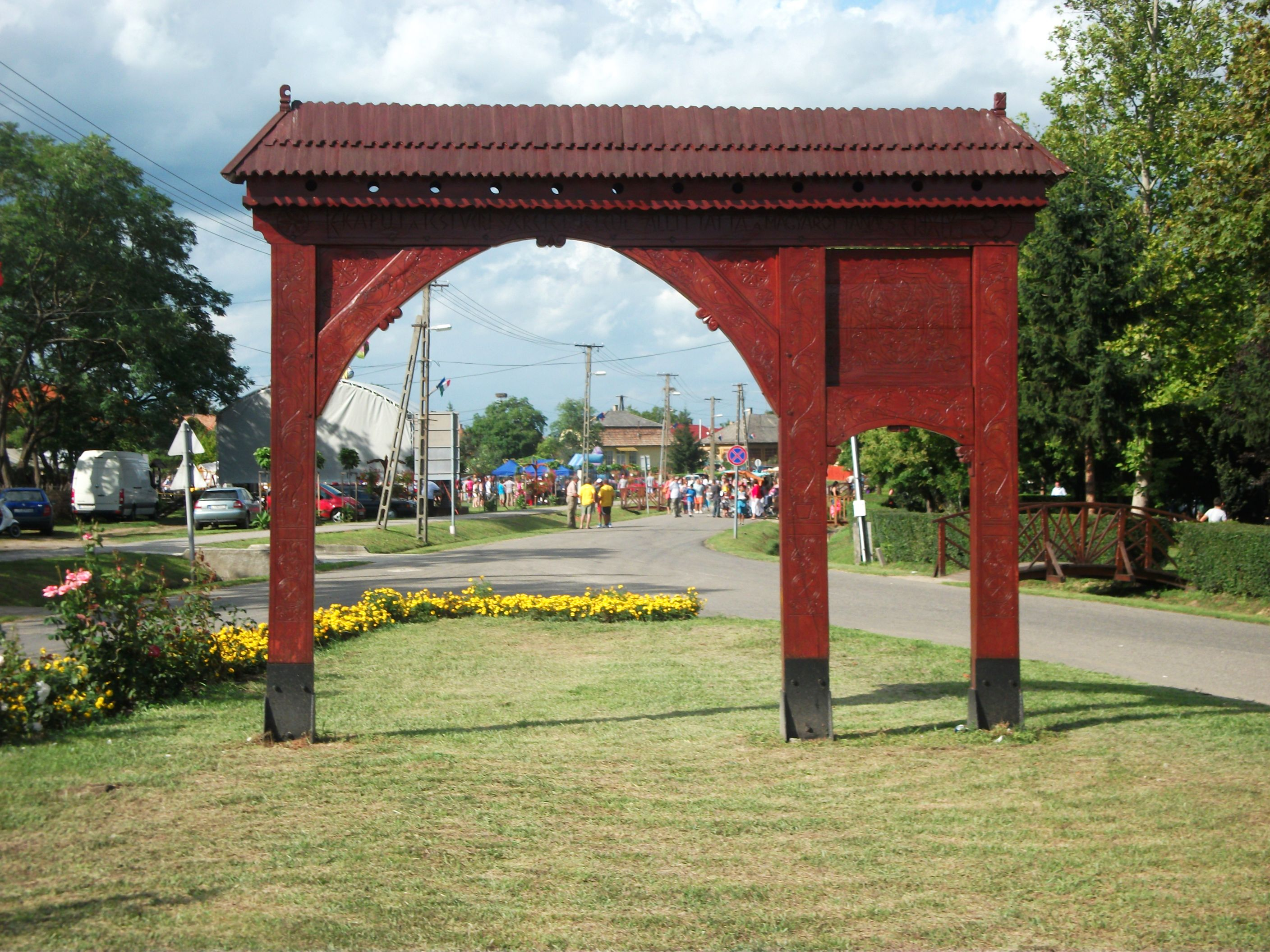
A Székelykapu Cigándon (2014)
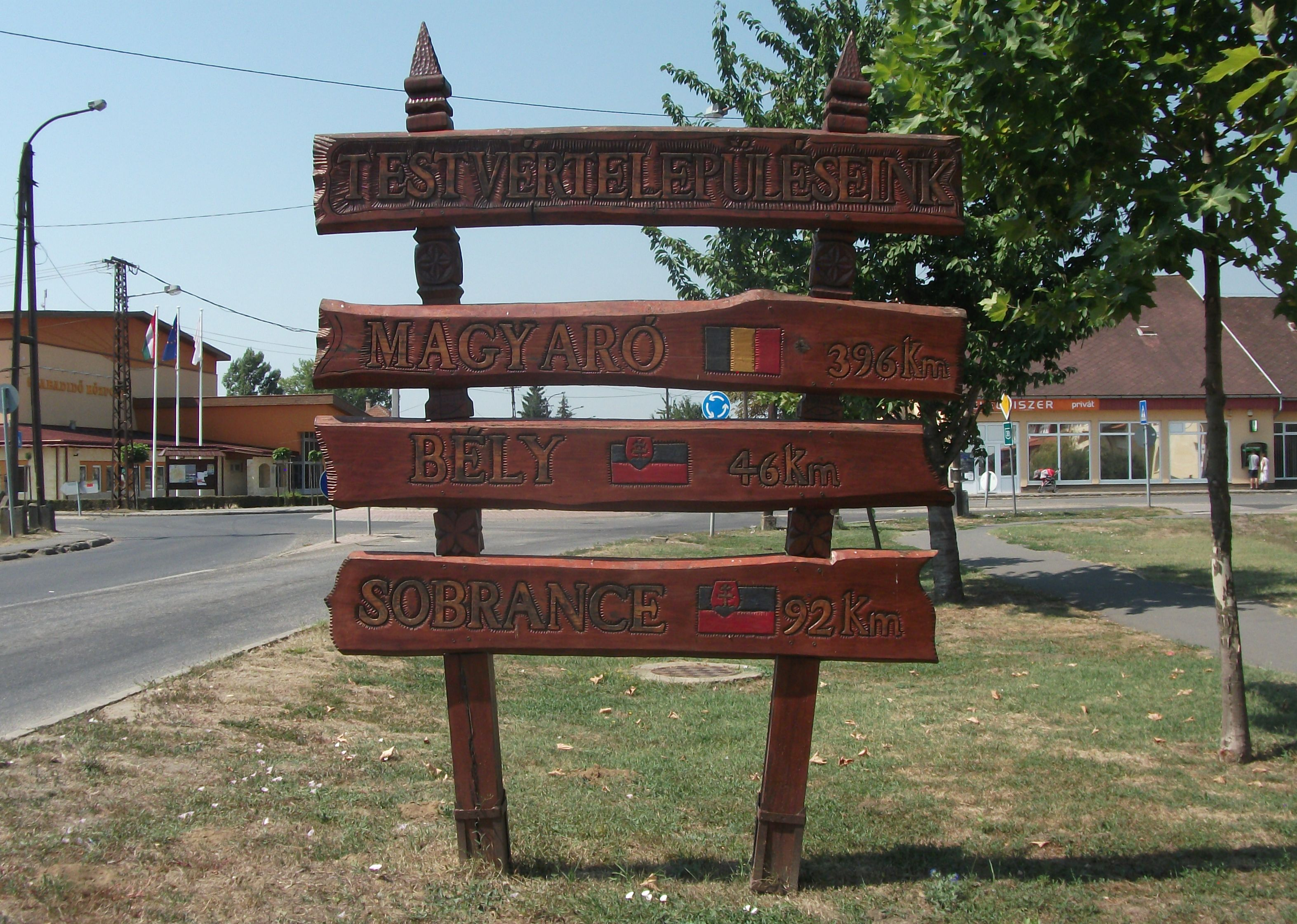
A Testvértelepülés tábla (Varga András munkája) (2011)
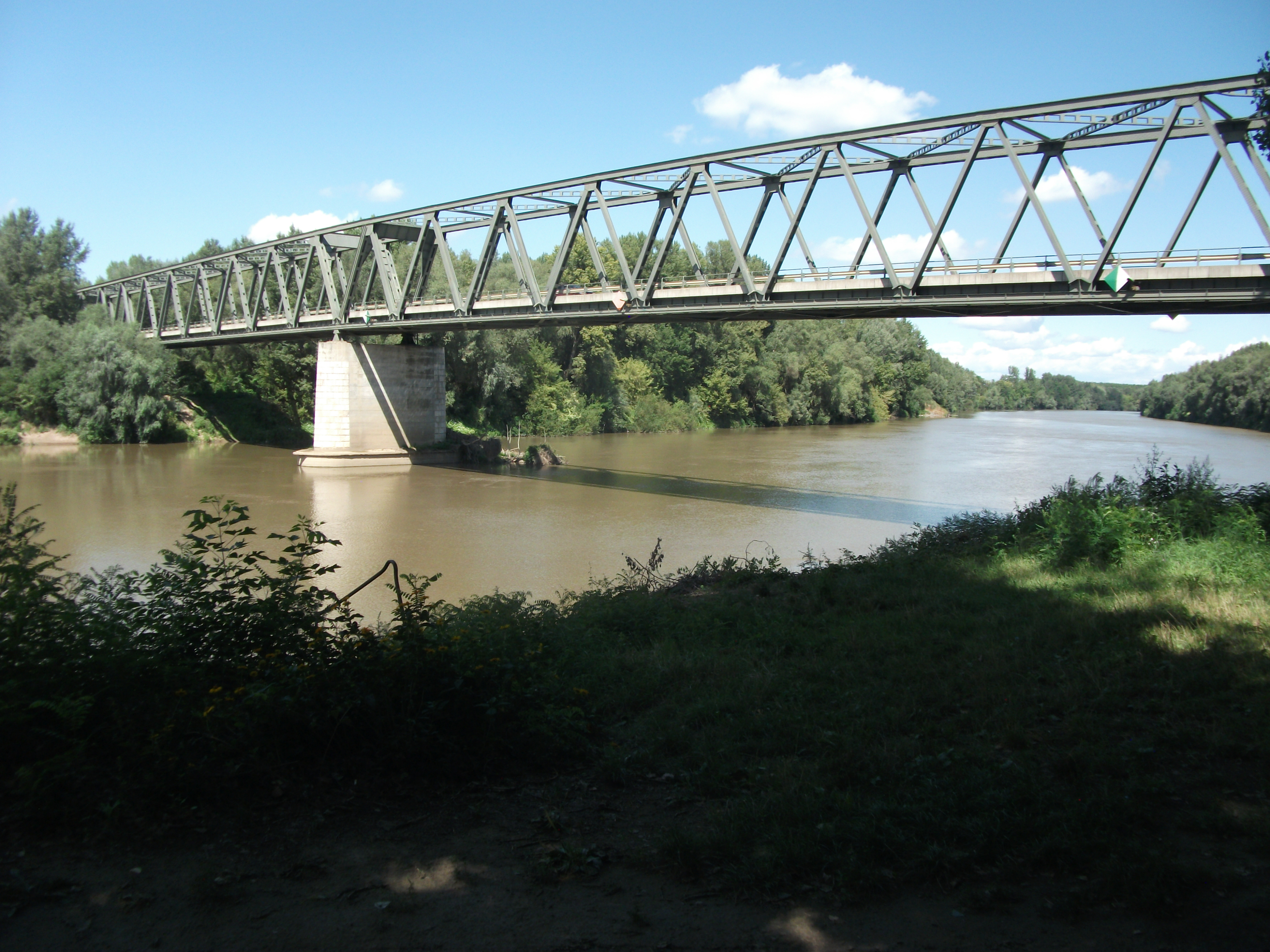
A II. Rákóczi Ferenc Tisza-híd (2014)
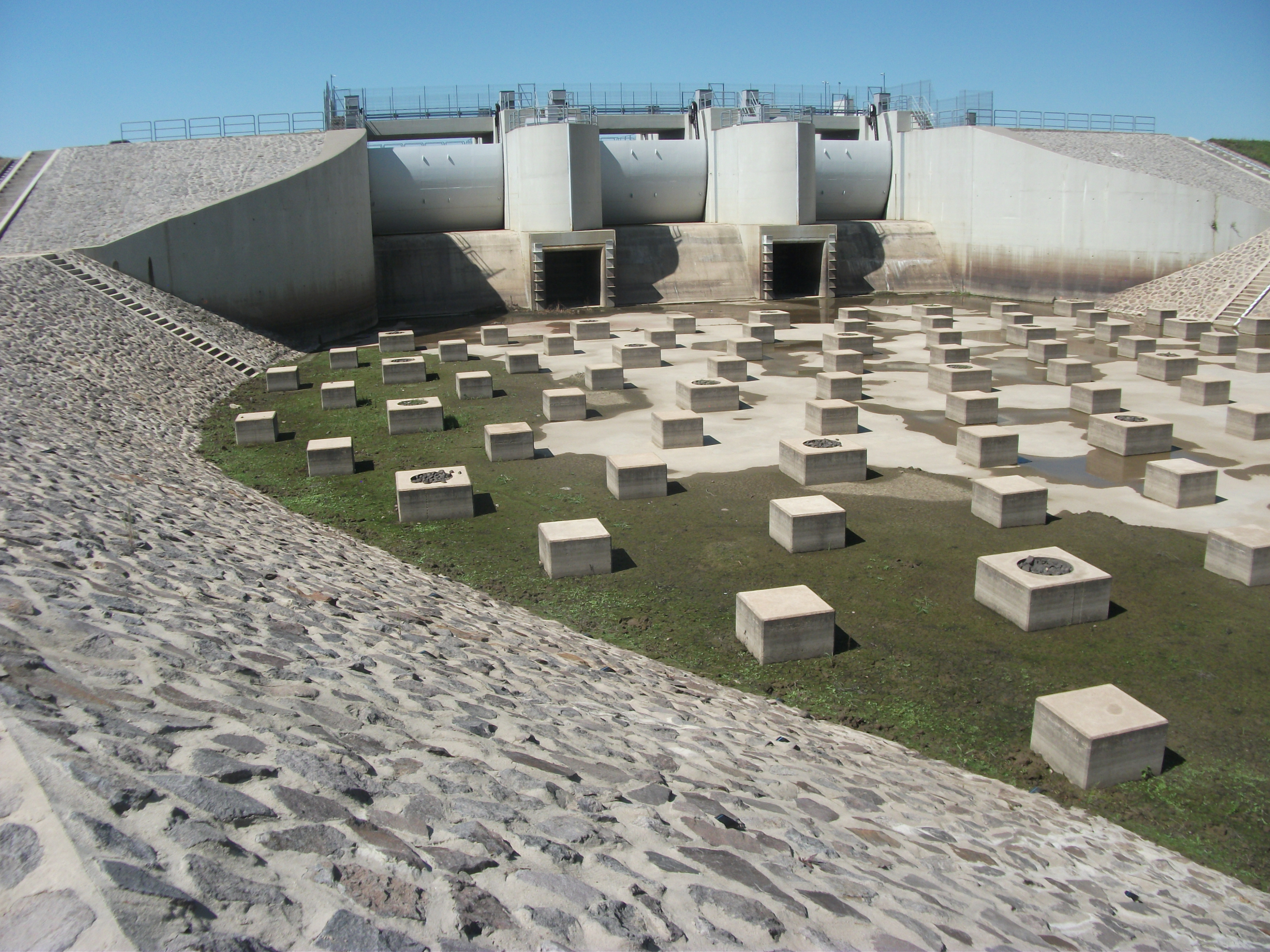
Az árapasztó-tározó zsilipje (2015)
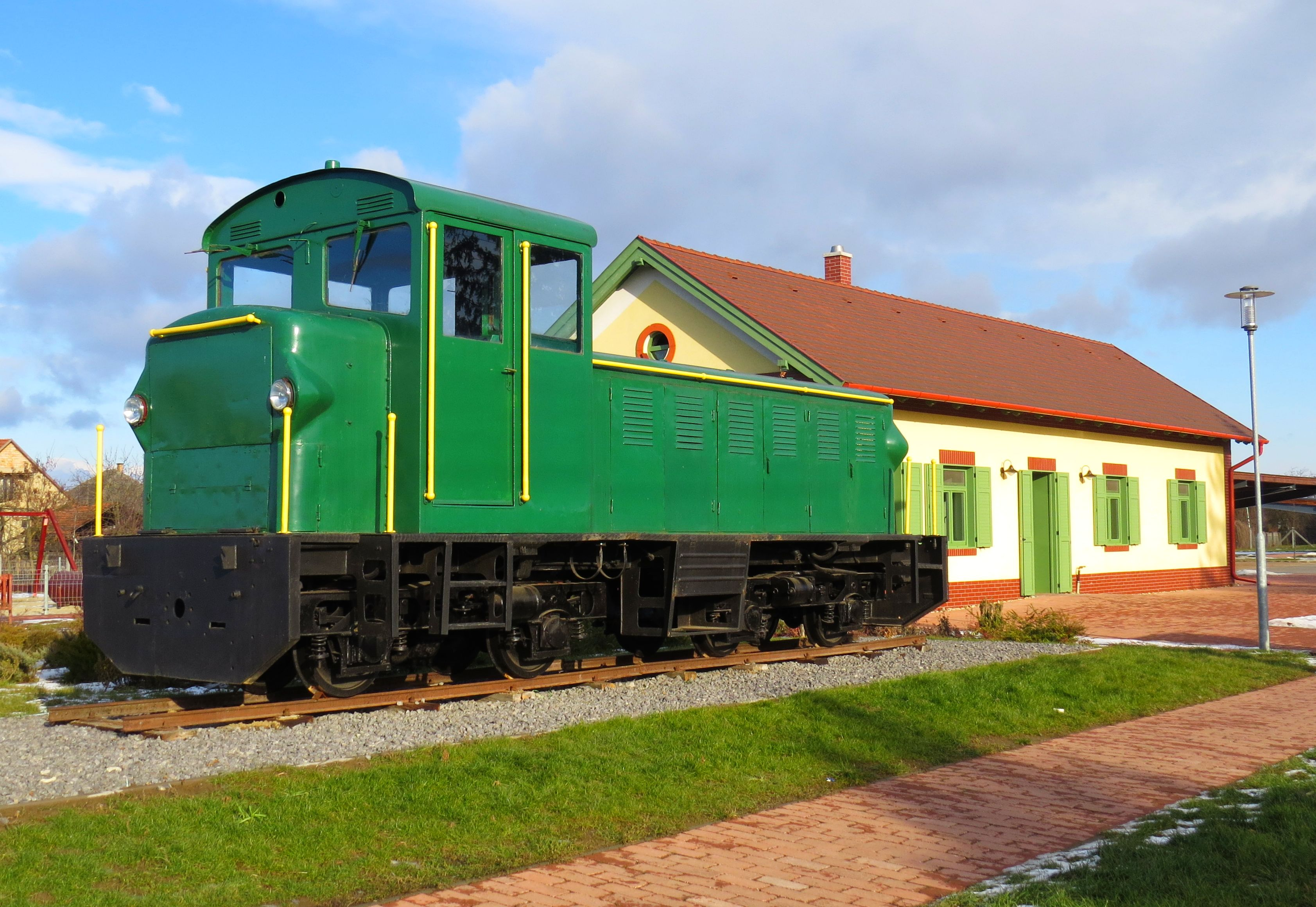
Az Mk48 2028-as mozdony az egykori cigándi kisvasút-állomás előtt (2016)
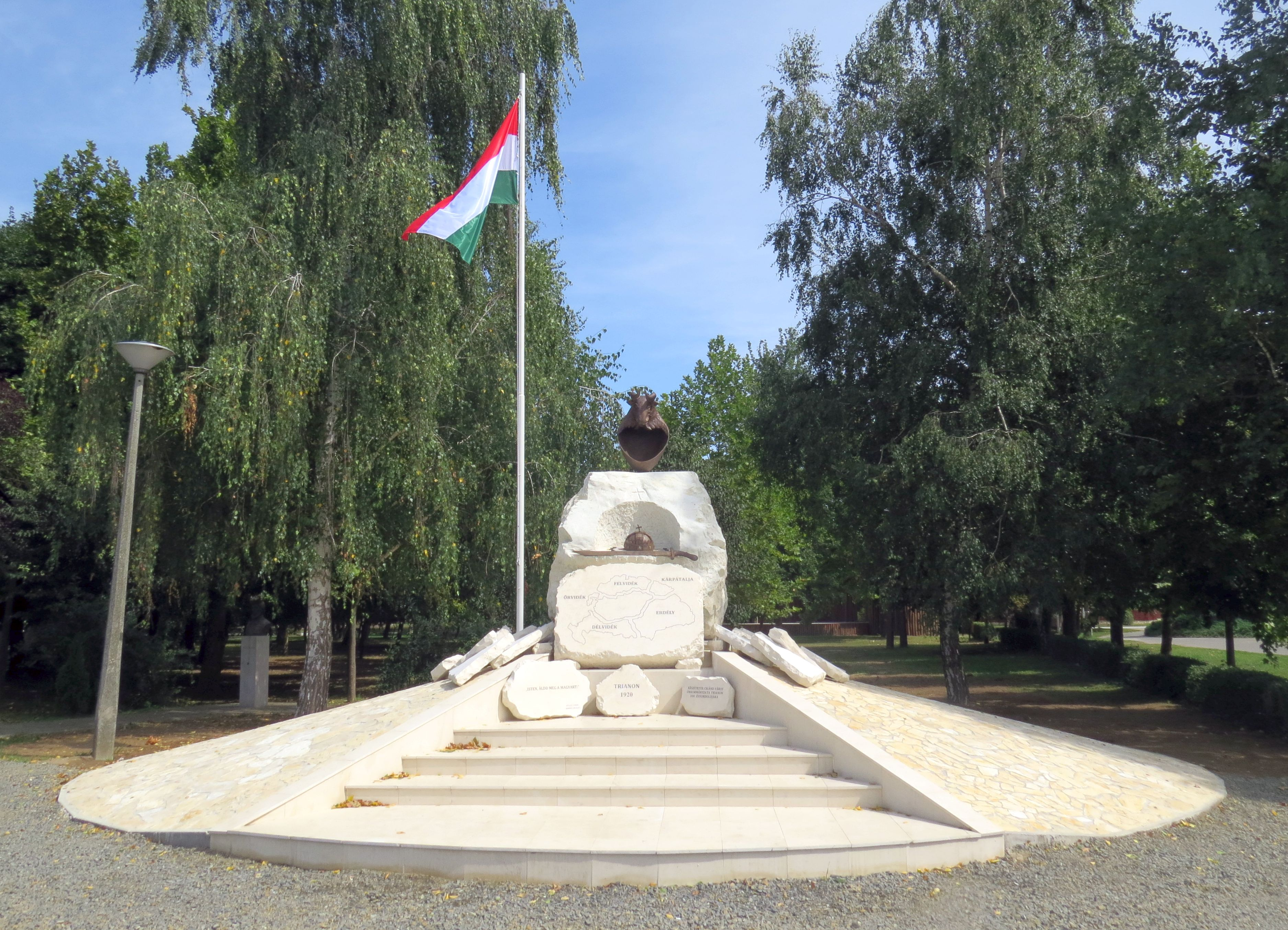
A Nemzeti Összetartozás Emlékműve (Hősök tere) (2021)
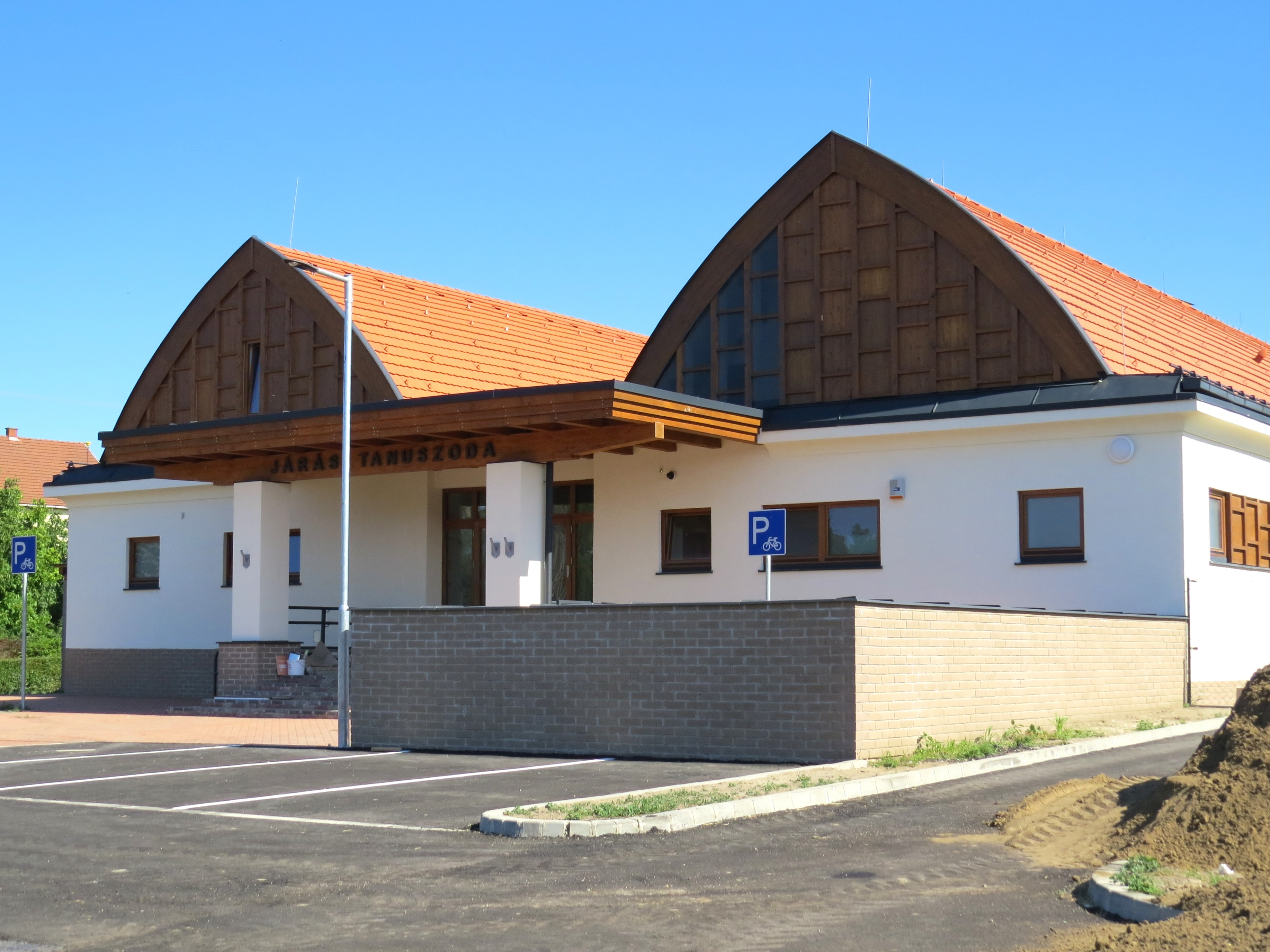
A Járási Tanuszoda (2023)

## További információk

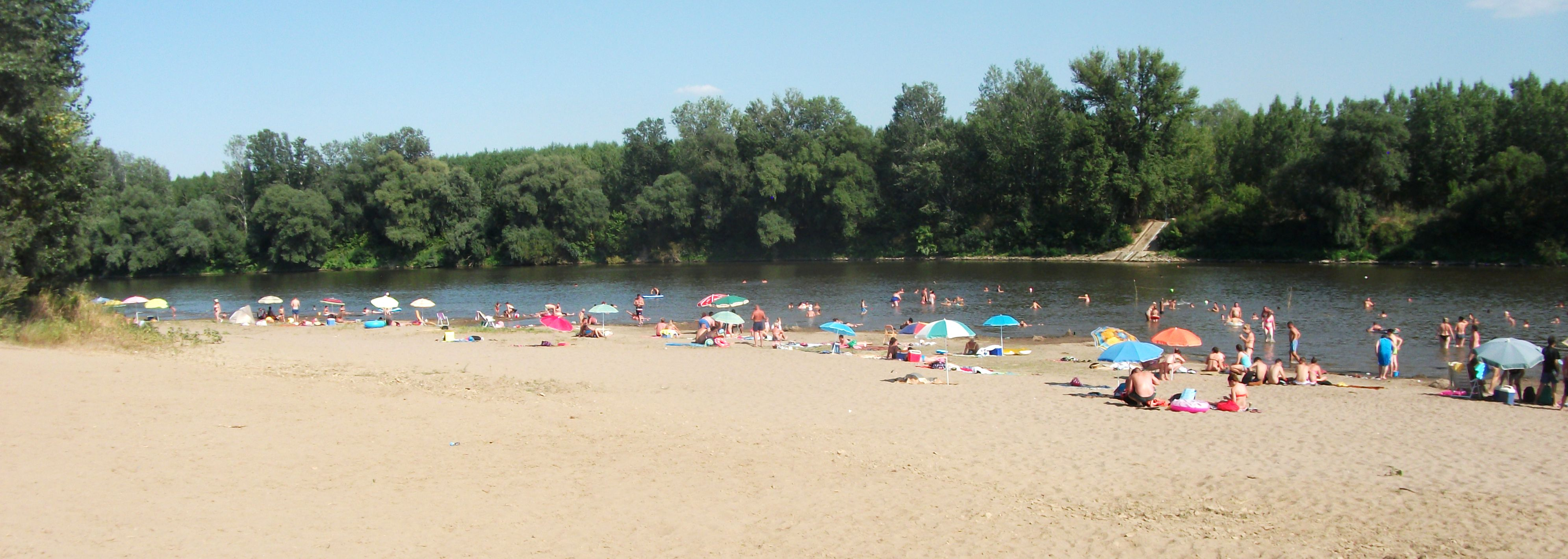
A város melletti homokos Tisza-part nyáron kedvelt fürdőzőhely (2015)